# Bernardo O'Higgins
Bernardo O'Higgins Riquelme (San Bartolomé de Chillán y Gamboa, Imperio español; 20 de agosto de 1778-Lima, Perú; 24 de octubre de 1842) fue un militar y político chileno reconocido como uno de los «padres de la Patria de Chile» por su participación en el proceso de independencia de Chile del Imperio español, tanto en la respectiva guerra como en el cargo de gobernante como director supremo entre 1817 y 1823, cuando consolidó su inicio como nación.
Era de ascendencia irlandesa y vasca; fue hijo de Ambrosio O'Higgins, quien antes de morir desempeñaba el cargo de virrey del Perú; y, de Isabel Riquelme, quien acompañó a su hijo durante el proceso de emancipación. Por instrucciones de su padre, estudió inicialmente en Chillán, luego en Lima y después en Londres (Inglaterra), donde fue azuzado por las ideas secesionistas de su profesor de matemáticas, Francisco de Miranda, quien después lo hizo miembro de la Logia de Lautaro. En 1801 regresó a Chile y se radicó en su hacienda de San José de Las Canteras, recibida en herencia, y se dedicó a las labores agrícolas.
Políticamente fue alcalde de Chillán en 1806, de Los Ángeles en 1810, diputado por la misma zona ante el Primer Congreso Nacional, entre julio y agosto de 1811, e intendente de Concepción en 1814. Más tarde se convirtió en militar sin formación. Durante el período de la Reconquista, organizó en Mendoza, junto con José de San Martín, el Ejército de los Andes, y dirigió la ofensiva chilena, con lo cual se logró la independencia de Chile en 1818, tras la batalla de Maipú.
Ejerció la jefatura del Estado bajo el título de director supremo en calidad de interino, siendo brigadier. Y en ese mismo cargo asumió la titularidad plena el 24 de marzo de 1818 y reasumió el 1 de abril de ese año. Retomó nuevamente, el 14 de abril del mismo. Reasumió formalmente, siendo capitán general, el 3 de septiembre de 1820 y finalmente el 25 de noviembre de 1822, siendo capitán general.
Entre las obras de su gobierno destacaron la declaración formal de la independencia el 1 de enero de 1818 —ideal que él trajo a Chile en 1800—, la promulgación de las constituciones de 1818 y 1822, la fundación de la Armada de Chile, las escuelas Militar y Naval —esta última como Academia de Jóvenes Guardiamarinas—, y la organización y envío a Perú de la Expedición Libertadora. También dispuso la creación de la bandera chilena y el himno nacional actuales. Por otro lado, se tomaron medidas que generaron descontento entre la aristocracia criolla, como la abolición de los mayorazgos y los títulos de nobleza, la supresión de los escudos de armas y la creación de la Legión al Mérito. Debido a esta situación, disminuyó su respaldo político a su gestión, y para evitar un enfrentamiento mayor, abdicó el 28 de enero de 1823 y se fue exiliado a Lima (Perú), donde el Estado peruano le otorgó una hacienda en la que pasó sus últimos días.
Considerado uno de los Libertadores de América, junto con San Martín, Bolívar y Sucre, fue capitán general del Ejército de Chile, brigadier de las Provincias Unidas del Río de la Plata, general de la Gran Colombia y gran mariscal del Perú.

## Infancia y juventud

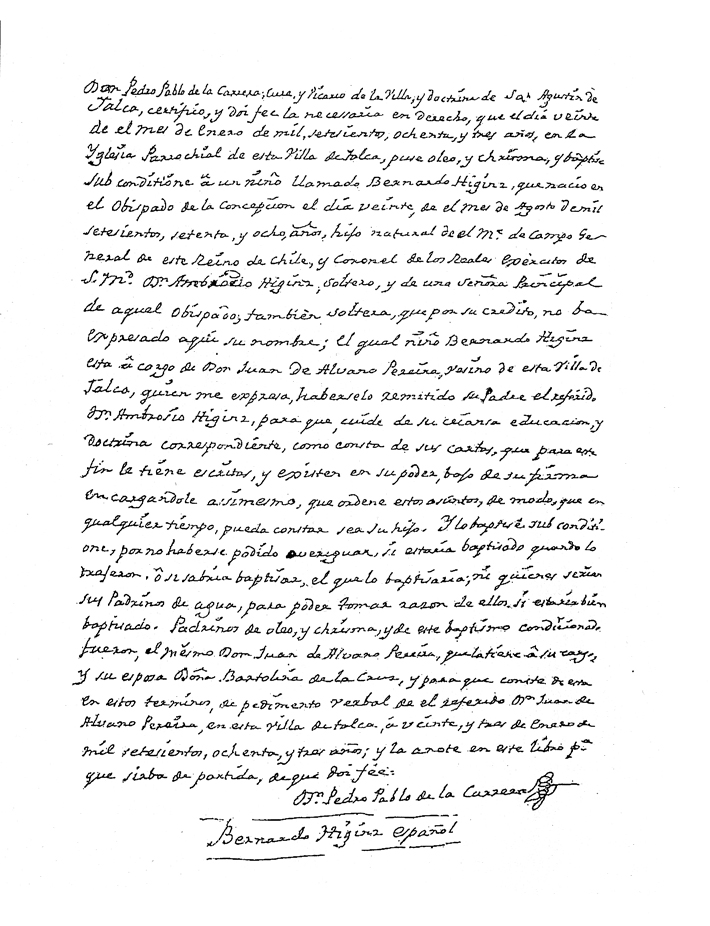
Partida de bautismo de «Bernardo Higins», registrada en Talca en 1783.

Escudo de armas de la familia O'Higgins.

O'Higgins nació como Bernardo Higins, según consta en su partida de bautismo, el 20 de agosto de 1778. Era hijo natural de Ambrosio O'Higgins, en esa época teniente coronel de Granaderos de 59 años de edad y que luego fue gobernador de Chile (1788-1796) y virrey del Perú (1796-1801), y de la chilena Isabel Riquelme Meza, miembro de una de las familias más antiguas e ilustres de la zona de Chillán.
El lugar de nacimiento de Bernardo O'Higgins no es preciso. Aunque tradicionalmente se menciona a la casona familiar de los Riquelme, ubicada en lo que actualmente corresponde a Chillán Viejo y donde Bernardo pasó sus primeros años de vida sin padre. Otros afirman que el lugar habría sido en algún otro terreno familiar, ya sea en la casona de las hermanas Olate en la misma ciudad o en la cercana hacienda de El Palpal, en los terrenos de la actual comuna de Pemuco. En su partida de bautismo aparece únicamente que nació en los territorios del obispado de Concepción, que abarca las localidades anteriores.
Frente al desconocimiento legal y social de Ambrosio O’Higgins de ejercer su paternidad de su hijo natural (nacido fuera de un matrimonio), Bernardo fue llamado el «guacho Riquelme», aunque, según descripciones de la época, físicamente era muy parecido a su padre. Permaneció en Chillán hasta noviembre de 1782, cuando su padre lo envió a Talca, quedando bajo el cuidado del matrimonio formado por el rico comerciante portugués Juan Albano Pereira Márquez y Bartolina de la Cruz y Bahamonde. El 23 de enero de 1783 fue bautizado en la iglesia parroquial de Talca: consta en el acta el reconocimiento de su paternidad por parte de Ambrosio O'Higgins; el nombre de la madre, sin embargo, aparece reservado a petición de ésta. Aunque en la partida aparece como «Bernardo Higins», fue conocido hasta la edad de 24 años como «Bernardo Riquelme».
En 1788 regresó a Chillán como interno del Colegio de Naturales, dirigido en esa época por la Orden Franciscana. Quedó bajo la tutela del rector del colegio, padre Francisco Javier Ramírez, amigo de Ambrosio O'Higgins, quien a la sazón ya era gobernador de Chile. En este establecimiento estudiaban también los hijos de los caciques mapuches de la zona, por lo que allí aprendió a hablar mapudungun. La familia Riquelme —sus abuelos, madre y media hermana— lo visitaba frecuentemente, por lo que nació una estrecha unión con su madre y con su media hermana, Rosa.
En 1790 su padre lo envió a Lima para que continuara sus estudios en el Colegio del Príncipe y en el de San Carlos de esa ciudad y en 1794 a Europa para que completara sus estudios. En Lima su apoderado fue el rico comerciante irlandés Juan Ignacio Blake y en Europa Nicolás de la Cruz y Bahamonde, cuñado de Juan Albano Pereira. Al llegar a Europa, inicialmente estuvo viviendo en la residencia de Nicolás de la Cruz y Bahamonde en Cádiz pero luego este lo envió a Londres para que completara su educación. En Inglaterra los fabricantes de relojes, Spencer y Perkins, recibían periódicamente las remesas de dinero que enviaba don Ambrosio por intermedio de Nicolás de la Cruz y Bahamonde para el mantenimiento de su hijo. Este dinero fue bastante recortado por estos mandatarios lo que significó una constante preocupación y fuente de disgustos para el joven Bernardo Riquelme.

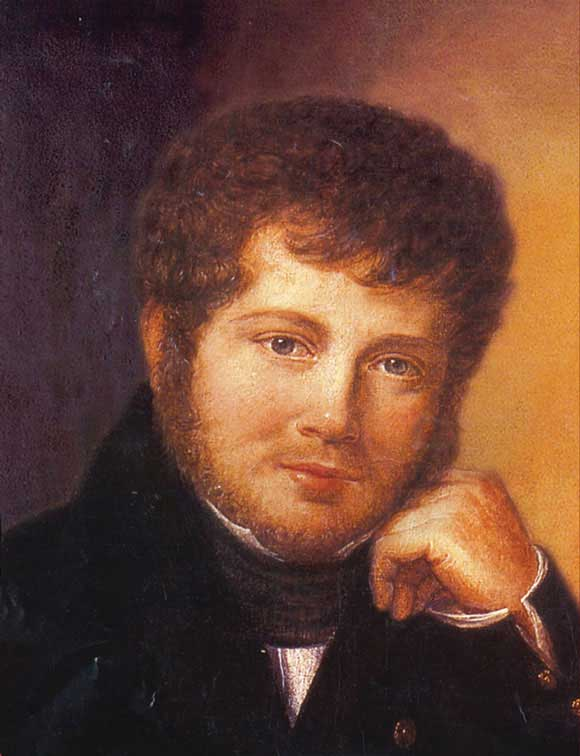
Retrato de O'Higgins en Londres (1798).

En el Reino Unido, Bernardo asistió a un colegio católico con régimen de internado ubicado en Richmond, a las afueras de Londres. Allí, tuvo un romance con Charlotte, la hija del dueño del recinto, Timothy Eeles. Llegó a dominar el inglés, aprendió literatura francesa, dibujo, historia y geografía, música y manejo de las armas. Entre sus profesores, el de matemáticas fue Francisco de Miranda, precursor de la independencia americana y quien lo imbuyó de las ideas libertarias que se debatían en esos tiempos, los derechos del hombre y de la soberanía popular, dándole consejos que le servirían para tomar parte activa en la lucha por la emancipación de su país. Años más tarde, Miranda sería quien incorporaría a O'Higgins en lo que sería la Logia Lautaro y lo presentaría ante el ministro Portland y a Mr. Rufus King, plenipotenciario de los Estados Unidos, cuando fue a solicitarles apoyo para la independencia de las colonias españolas.
El verano de 1798 lo pasó en el balneario de Margate y al solicitar dinero a sus apoderados en Londres para regresar a Richmond, estos se lo negaron, acusándolo de malgastarlo. Luego de romper relaciones con los relojeros Spencer y Perkins por la falta de dinero, decidió regresar a España donde Nicolás de la Cruz y Bahamonde. A fines de abril de 1799 se embarcó en el puerto de Falmouth rumbo a Lisboa y de ahí continuó por tierra hasta Cádiz. Pretendió ingresar a una academia militar de navegación pero ante la imposibilidad de hacerlo solicitó a su padre la autorización para regresar a Chile. Concedida esta, debió esperar un tiempo pues había estallado una nueva guerra entre España e Inglaterra. Finalmente el 3 de abril de 1800 zarpó a bordo del navío La Confianza que formaba parte de un numeroso convoy. El 7 del mismo mes una poderosa escuadra inglesa apresó cuatro naves del convoy, entre las cuales estaba la que transportaba a Bernardo. Todos sus tripulantes y pasajeros fueron conducidos a Gibraltar donde fueron posteriormente dejados en libertad.
Sin equipaje ni recursos, se dirigió a pie hasta Algeciras y luego en buque hasta Cádiz, nuevamente a la casa de Nicolás de la Cruz y Bahamonde, pero la fiebre amarilla había llegado a la ciudad por lo que De la Cruz con su familia y Bernardo se trasladaron a Sanlúcar de Barrameda. Allí le atacó la fiebre, la que lo tuvo al borde de la muerte. Ya sin salvación pidió que le suministraran quina; lo hicieron por compasión con el moribundo, pero milagrosamente, a las pocas horas, la fiebre había bajado y con el correr de los días mejoró completamente y regresó con los De la Cruz a Cádiz.

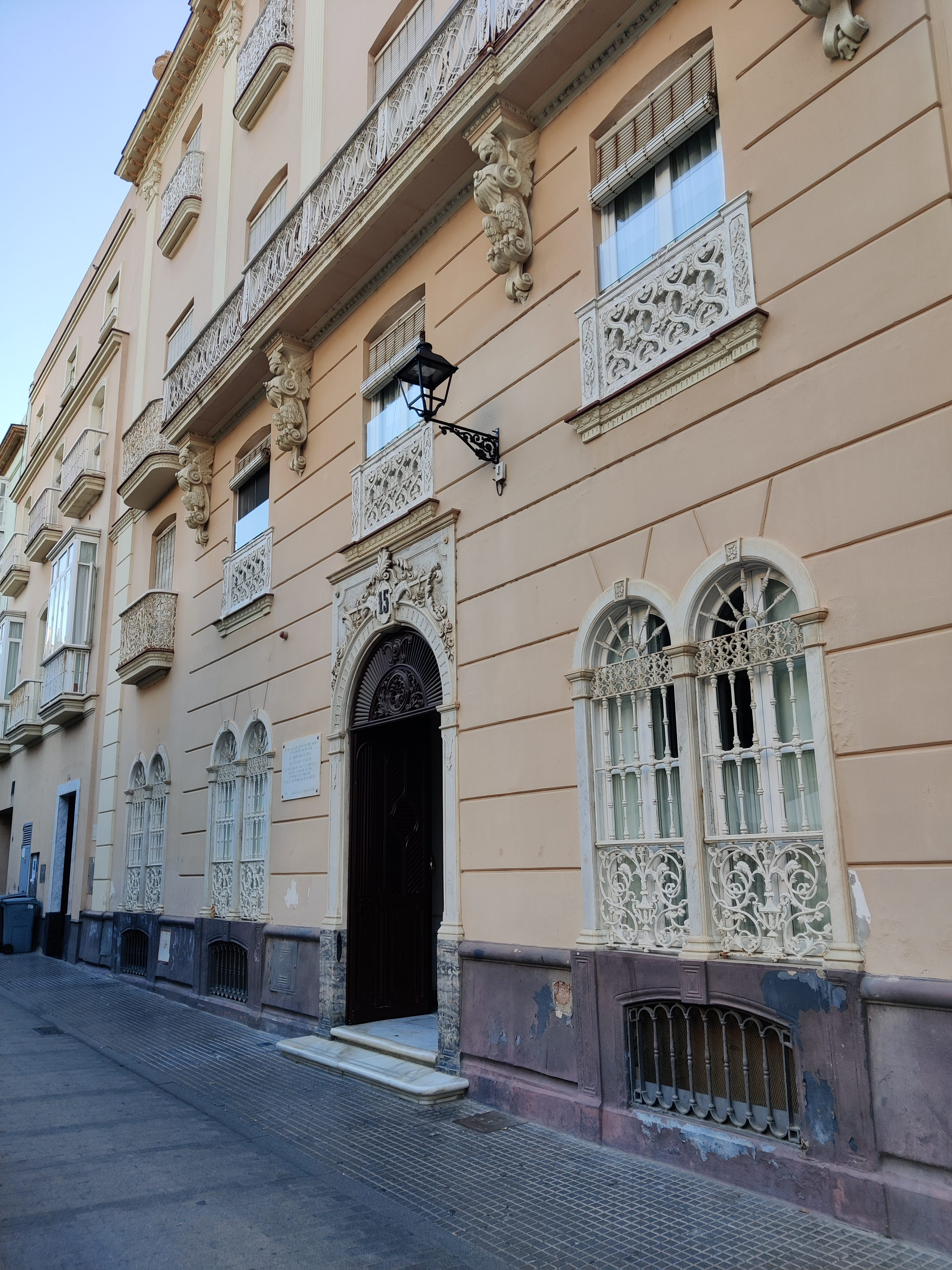
Casa donde se alojó en Cádiz

Durante su estancia en Cádiz, compartió sus ideas revolucionarias con varias personas que le había indicado Francisco de Miranda, quien desde Londres tenía activa una filial en Cádiz de la Logia Lautaro. A comienzos de enero de 1801, De la Cruz le comunicó que su padre, indignado con él, le ordenaba que lo despidiera de su casa. Bernardo le respondió a su padre a través de una carta:

Yo, señor, no sé qué delito haya cometido para semejante castigo, ni sé en qué haya sido ingrato (uno de los delitos que más aborrezco) pues en toda mi vida he procurado con todo ahínco el dar gusto a V.E. y al ver ahora frustrada esta mi sola pretensión, e irritado a mi padre y protector, he quedado confuso. ¡Una puñalada no me fuera tan dolorosa! ¡No sé cómo no me caí muerto de vergüenza al oír semejantes razones! Jamás he temido, ni a la muerte, ni a la pobreza; pero en este instante he quedado acobardado, considerándome el último de los hombres y el más desgraciado. ¡No sé quién haya sido el que tuvo tan mal corazón para tratar de arruinarme en la opinión de V.E., mi padre y protector! Lo cito para ante la presencia de Dios, ya que en este mundo no lo conozco, para pedirle la satisfacción requerida.
Carta de Bernardo Riquelme a Ambrosio O'Higgins, 1801

En la carta, Bernardo le contaba en forma detallada sus sufrimientos en Londres y Cádiz y finalmente le pedía que le perdonare las faltas que hubiere podido cometer. Lo que había dado lugar a la irritación del padre con su hijo fue que, a fines de 1800, el virrey se enteró de que un cómplice de Francisco de Miranda, el cubano Pedro José Caro, había denunciado ante la corte española un plan de insurrección de las Indias Occidentales e informado que en este participaba Bernardo Riquelme. La noticia habría llegado a oídos del rey Carlos IV, quien habría decidido removerlo de su cargo.
La carta de Bernardo a su padre, sin embargo, no tendría respuesta. A los pocos días de haber sido notificado por su apoderado de la determinación de su padre, se recibió en Cádiz la noticia de la muerte del virrey O'Higgins y junto con ella la información de que había dejado a su hijo Bernardo una cuantiosa herencia. En ese preciso instante, la situación del joven O'Higgins cambió radicalmente y pronto pudo disponer del dinero necesario para regresar a su patria, embarcándose el 14 de abril de 1802 en la fragata Aurora, arribando a Valparaíso el 6 de septiembre, a la edad de 24 años.

## En su Hacienda San José de Las Canteras de Vallenar
Al llegar a Chile, Bernardo O'higgins se alojó en Santiago en la casa de su primo, el capitán Tomás O'Higgins, quien lo acogió y le informó el contenido exacto del testamento de Ambrosio O'Higgins, consistente en la hacienda Las Canteras con 3000 cabezas de ganado. Como la liquidación de la herencia se efectuaba en Lima, le escribió a los albaceas solicitándoles información y firmando, por primera vez, con gran satisfacción y orgullo como Bernardo O'Higgins y Riquelme. Los albaceas le respondieron que era necesario esperar el término del juicio de residencia que conforme con la ley se le seguía a su padre. Además, le informaban que habían instruido al administrador de la hacienda Las Canteras, Pedro Nolasco del Río, que le hiciera entrega de esta previo otorgamiento de una fianza en espera del término del juicio en Perú. Recibida esta información, se dirigió a Chillán a buscar a su madre y media hermana Rosa para así comenzar a vivir en Los Ángeles, debido a que sus tíos Riquelme ya radicaban en Los Ángeles —después de la muerte de su abuelo Simón Riquelme, en 1801—, luego se entrevistó nuevamente con el administrador de su estancia, don Pedro Nolasco del Río, antiguo amigo y asistente de su padre Ambrosio O'Higgins, quien lo dejó tomar bajo fianza algunas cabezas de ganado de la herencia y con su venta saldar las deudas del viaje.
Invitado por el comandante Del Río, y acompañado de su tío Manuel Riquelme, asistió en marzo de 1803 al parlamento de Negrete, reunión efectuada con el propósito de mantener la armonía con los indígenas. Este se efectuó en el mismo lugar en que su padre lo había realizado 10 años antes. Esta reunión le sirvió para ver de cerca y confraternizar con los caciques mapuches y recordar algo de su infancia en el colegio de Naturales de Chillán, en que había convivido una temporada con los hijos de los caciques de la región.
Dos meses después se dirigió a Lima para agilizar los trámites de liquidación de la herencia e iniciar los trámites de legitimación, esta última diligencia a la postre fracasó, pero regresó con las instrucciones de los albaceas para que el administrador de la hacienda le hiciera entrega definitiva de esta. El 19 de febrero de 1804 tomó posesión de las 16 689 cuadras de tierra en que consistía la hacienda, además de 4300 vacunos y 540 caballares contados luego de un rodeo que duró 22 días. Esta diferencia en el ganado con lo que figuraba en el testamento dieron lugar a que posteriormente hubiera una conciliación con su primo Tomás, para repartir entre ambos el ganado excedente.
Una vez instalado en su propiedad llevó a vivir con él a su madre, a su media hermana Rosa y a su tío Manuel Riquelme. Ellos le acompañaron y ayudaron en la compra de los enseres y en la construcción de graneros, habitaciones y una casona patronal que fue terminada en 1808. Aplicó en sus tierras lo que había observado en la reciente revolución agrícola inglesa, construyó fosos, apotreró las tierras cultivables, efectuó la rotación de los cultivos e introdujo nuevas herramientas como el arado de fierro, plantó vides y produjo vino. En 1810, de acuerdo con un inventario confeccionado por él mismo, la cantidad de viñas y frutales alcanzaba a 85 000 plantas, tenía cultivos de papas, trigo y forraje y contaba con 10 228 cabezas de vacuno. En las labores agrícolas trabajaban alrededor de 400 inquilinos, la mayor parte a través del sistema de medieros. En varias ocasiones O'Higgins contrató para trabajar en ellas a ingleses que habían naufragado en las costas del país.
También, desde su instalación en Las Canteras, comenzó a difundir las ideas independentistas que su profesor Francisco de Miranda le había inculcado en Londres (J. Heise). En Concepción hacía ya algunos años que Juan Martínez de Rosas encabezaba un grupo de jóvenes autonomistas. Se llamaban autonomistas a quienes pretendían gobernarse libremente, pero reconociendo la autoridad del Rey de España. Los independentistas, en cambio, pretendían instalar un gobierno total y definitivamente independiente de cualquier país o mandatario foráneo. Esta fue la idea que Bernardo O´Higgins trajo de Londres y que cumplió 16 años más tarde el 12 de febrero de 1818 (Lazo, 2010). Al poco tiempo se relacionó con los oficiales que custodiaban la frontera austral del reino aprendiendo de ellos los rudimentos de la guerra. El amor a su patria, su carácter franco y desinteresado, su capacidad de trabajo, seriedad y corrección en el trato de sus inquilinos como su buena educación y el hecho de descender de un virrey lo hicieron muy popular en la región. Viajaba ocasionalmente a las ciudades de Concepción y Chillán en las que permanecía largas temporadas. En Concepción trabó gran amistad con Juan Martínez de Rozas, hábil abogado de gran influencia en la región y que había trabajado bajo las órdenes de su padre y que le tomó gran cariño. En estas visitas hablaba de las ideas independentistas que circulaban en Europa y especialmente del proyecto elaborado por Francisco Miranda. En Concepción asistía a las tertulias políticas que se efectuaban en la casa del abogado José Antonio Prieto y en Chillán visitaba a fray Rosauro Acuña y en la estancia vecina a la suya a Pedro Ramón Arriagada, a los que convirtió en incondicionales seguidores de sus ideas independentistas que consistían principalmente en establecer la libertad de comercio y la creación de un Congreso, también predicaba la necesidad de formar una élite política criolla que llegado el momento estuviera en condiciones de reemplazar a las autoridades de la Corona española en América.
En 1806 el pueblo de Chillán lo eligió alcalde del Cabildo, poniéndose de inmediato en contra de los intentos del intendente de Concepción, Luis de Álava, de atropellar los derechos comunales y este, a su vez, comenzó a vigilarlo por sus inclinaciones pro inglesas manifestadas en la adquisición de herramientas de esa nacionalidad para su hacienda y por la correspondencia que mantenía con personajes de Buenos Aires que en esos momentos era amenazado por una invasión inglesa. No se atrevió a detenerlo, pues O'Higgins ya era un personaje estimado y respetado en la región, pero sí lo molestó de diversas maneras.
En 1808 ingresó en un grupo conspirativo conocido como los «Duendes patriotas» que integraban jóvenes pertenecientes a las principales familias de Concepción, Talcahuano y pueblos cercanos. Ese año falleció el gobernador del reino y luego de varias diligencias encabezadas por Juan Martínez de Rozas fue designado en su lugar el brigadier Francisco Antonio García Carrasco, quien nombró como su secretario privado a Martínez de Rozas. Tan importante como lo anterior fueron las noticias del cautiverio de Fernando VII por parte de Napoleón Bonaparte. O'Higgins fue uno de los pocos que visualizó el alcance que estos sucesos podrían tener para el país. A fines de 1808 Martínez de Rozas regresó a Concepción pues el gobernador lo reemplazó debido a presiones de los españoles peninsulares.
O'Higgins no descansó un momento en continuar difundiendo sus ideas emancipadoras pero sí temiendo por su libertad, más aún cuando en octubre de 1809 fueron detenidos en Chillán por soldados de los Dragones de la Frontera sus amigos el prior Acuña y Pedro Ramón Arriagada. A fines de 1809 el pueblo de Los Ángeles lo eligió como subdelegado interino del partido de la Isla de La Laja lo que le permitió después organizar militarmente las fuerzas del territorio.

## Participación en la Independencia de Chile
Fue inspirado por el mapuche Lautaro, quien también fue educado gracias al gobernador de Chile (Pedro de Valdivia) y lideró a su pueblo contra los españoles, durante la Guerra de Arauco.
A comienzos de 1810 O'Higgins tuvo noticias que los criollos de Chuquisaca y de Quito habían depuesto a las autoridades españolas y creado Juntas de Gobierno. Luego, desde España, supo de la invasión de Andalucía por los franceses, pero lo que más impactó en Las Canteras fue la noticia de que en Santiago, por orden del Gobernador, habían sido apresados José Antonio de Rojas, Juan Antonio Ovalle y Bernardo de Vera y Pintado, importantes vecinos, que fueron trasladados hasta Valparaíso para ser enviados a Lima. Esta acción creó una violenta reacción en contra de García Carrasco además que coincidió con el derrocamiento, el 25 de mayo, del virrey Cisneros por los patriotas de Buenos Aires, los que habían instalado una Junta de Gobierno.
Los criollos de Santiago, al enterarse de la captura y traslado de Rojas, Ovalle y Vera, se indignaron con el gobernador, ya desprestigiado por un escándalo relacionado con contrabando, por lo que la Real Audiencia finalmente consiguió que, con fecha 16 de julio, García Carrasco renunciara al cargo y le entregara el mando del reino a Mateo de Toro y Zambrano, anciano de 83 años. O'Higgins por su parte estimó que había llegado el momento de la lucha, por lo que decidió prepararse para ella. Se reunió con el comandante de Dragones de la Frontera y le propuso ejecutar su plan de organizar la defensa militar de la región de Concepción formando dos regimientos de caballería y con sus inquilinos de Las Canteras el regimiento N.° 2 de La Laja.

## Durante la Patria Vieja
Cuando O'Higgins supo lo acontecido en Santiago el 18 de septiembre de 1810, hechos que habían significado la instauración de una Junta de Gobierno en la que Juan Martínez de Rozas figuraba como uno de los vocales, partió de inmediato a Concepción a entrevistarse con él, obteniendo por parte de este la seguridad que propondría y lucharía por el establecimiento de la libertad de comercio y el llamado a elegir un Congreso de representantes para involucrar a todo el pueblo en la acción revolucionaria que veía venir. Para lo anterior era necesario preparar el país militarmente para afrontar una guerra contra las fuerzas realistas que seguramente enviaría el virrey del Perú, como lo había hecho con Chuquisaca y Quito, ofreciéndole desde ya las que él había formado en la Isla de La Laja.
Rozas, una vez en Santiago e integrado a la Junta de Gobierno, obtuvo la aprobación de un plan de defensa del reino, plan ideado con la asesoría del coronel de ingenieros Juan Mackenna, también antiguo y estrecho colaborador de Ambrosio O'Higgins. La Junta, con fecha 28 de febrero de 1811, nombró a Bernardo O'Higgins teniente coronel del 2.º Regimiento de Caballería de Milicias Disciplinadas de La Laja, que se denominaría Lanceros de la Frontera. Este nombramiento le causó gran dolor y desilusión pues, como coronel del regimiento, Rozas nombró a su cuñado.
Pasada la desilusión inicial causada por su postergación en el mando del regimiento formado por él, solo pensó en prepararse para poder ejercer adecuadamente su función militar y para ello le pidió apoyo y consejo al coronel Juan Mackenna, militar de reconocido renombre, a quien no conocía personalmente, pero que sabía profesaba sus mismas ideas de libertad y en quién confiaba plenamente. Mackenna, al cabo de dos meses, le envió de respuesta un escrito que semejaba un manual de instrucción militar, escrito y consejos que indudablemente le sirvieron mucho en su desempeño futuro.

### Diputado del primer Congreso Nacional

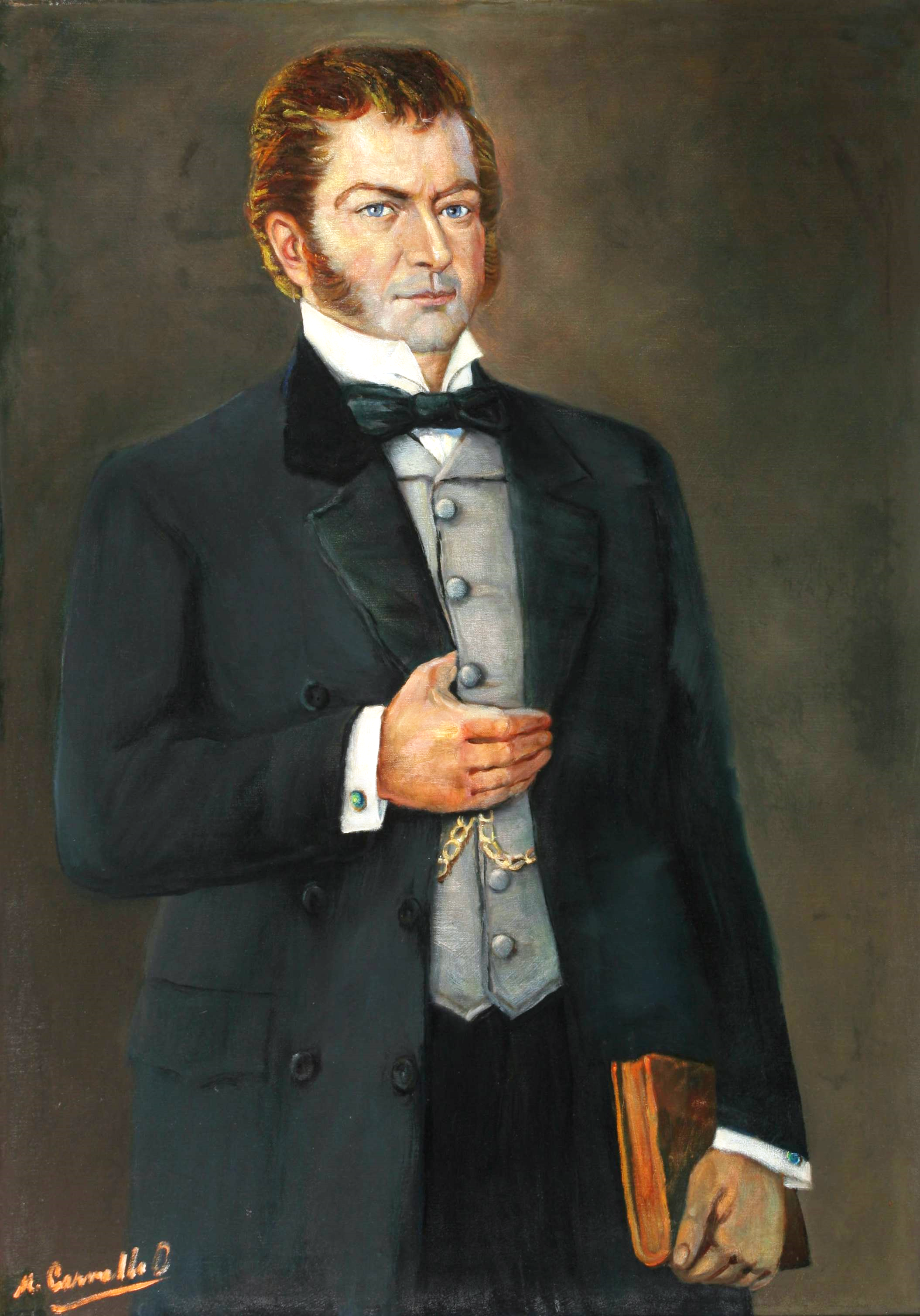
Cuadro de O’Higgins como diputado

También por esos días supo la resolución de la Junta de llamar a elecciones de diputados para la formación de un Congreso. O'Higgins fue elegido por aclamación como diputado representante de Los Ángeles. El 5 de abril de 1811 llegó a Santiago para integrarse al Congreso cuando este fuera inaugurado. El 30 de abril, junto con los diputados de provincias, consiguió que fueran integrados a la Junta de Gobierno con derecho a voz y voto hasta que se constituyera el Congreso y juntos presentaron una formal protesta por el aumento de 6 a 12 los diputados que serían elegidos en representación de Santiago.
El Congreso, compuesto por 42 diputados, fue inaugurado solemnemente el 4 de julio de 1811, quedando pendiente la elección de entre ellos de una nueva Junta de Gobierno. El grupo de O'Higgins lo componían solo 12 representantes. No obstante su escaso número, lograron impedir que se enviaran fondos de las arcas fiscales a España para contribuir a la guerra contra los franceses. Luego el Congreso debatió acaloradamente la cuestión de la elección e incorporación a este de los 12 diputados por Santiago en lugar de los 6 que se habían acordado inicialmente. El 9 de agosto, en una tumultuosa sesión, O'Higgins y los 12 diputados de su grupo abandonaron la sala de sesiones manifestando que informarían a sus pueblos lo sucedido respecto al número de diputados por Santiago. El cabildo de Los Ángeles le respondió por carta que aprobaban lo obrado y le indicaban que no aceptara el cambio del número de diputados representantes por Santiago. A fines de agosto sufrió un ataque de reumatismo que lo postró a la cama por los próximos dos meses.
El 4 de septiembre del mismo año, José Miguel Carrera, mediante un golpe militar, cerró el Congreso y destituyó a 8 diputados, de los cuales 7 eran de Santiago, y nombró una Junta de Gobierno integrada por Juan Martínez de Rozas, Juan Enrique Rosales y Juan Mackenna. El Congreso durante ese período creó la Intendencia de Coquimbo, redactó las bases de un reglamento constitucional, declaró libres a los hijos de los esclavos que nacieran en el país (libertad de vientres) y, por especial indicación de O'Higgins, prohibió el entierro de cadáveres en los templos, creándose cementerios en las afueras de las ciudades. El 19 de octubre O'Higgins solicitó y obtuvo del Congreso licencia para ausentarse a su hacienda para restablecer su salud. El 15 de noviembre, cuando estaba listo para partir al sur, José Miguel Carrera nuevamente efectuó un golpe militar y designó una nueva Junta de Gobierno, esta vez integrada por él mismo, José Gaspar Marín y Martínez de Rozas, pero como este último se encontraba en Concepción, le solicitó a O'Higgins que lo reemplazara e integrara la Junta. El 2 de diciembre, José Miguel Carrera, no contento con la marcha del gobierno, mediante un nuevo golpe militar disolvió el Congreso a consecuencia de lo cual tanto O'Higgins como Gaspar Marín renunciaron a la Junta. Así terminó el primer intento nacional de un gobierno representativo.
Entre tanto, Juan Martínez de Rozas había constituido una Junta de Gobierno en Concepción. José Miguel Carrera cuando lo supo concurrió hasta la casa de O'Higgins y consiguió que este aceptara representarlo en calidad de plenipotenciario ante la Junta de Concepción para evitar un enfrentamiento que podría ser fatal para la causa patriota. El 14 de diciembre de 1811 por fin O'Higgins dejó la capital y se encaminó hacia Concepción y su hacienda de Las Canteras con la misión de llegar a un entendimiento entre ambas partes. Luego de lograr un acuerdo con Martínez de Rozas, se enteró de que Carrera había movido sus tropas hasta el río Maule y con desagrado se dio cuenta de que había sido utilizado por este para ganar tiempo. Es así como en marzo de 1812 dejó Concepción y se dirigió a su hacienda, donde tomó el mando de su regimiento y se dirigió a Linares a reunirse con las tropas movilizadas por Martínez de Rozas para oponerse a las del norte.

### Inicia su desempeño como militar
Durante el mes de agosto de 1812 ambos ejércitos se mantuvieron inmovilizados en las riberas del río Maule. O'Higgins había propuesto atacar de inmediato a las fuerzas de Santiago, pero Martínez de Rozas se opuso prefiriendo parlamentar con Carrera, con quien tuvo una reunión y luego ambos decidieron retirar las tropas a sus ciudades y continuar las conversaciones por oficio. Esta inacción de Martínez de Rozas fue muy criticada por los oficiales del ejército del sur y al regresar a Concepción este había perdido todo su prestigio. A fines de mayo, O'Higgins regresó definitivamente a su hacienda de Las Canteras con la intención de preocuparse exclusivamente de sus tierras y los negocios del campo.
A fines de marzo de 1813 O'Higgins se encontraba en su hacienda cuando le llegaron las impactantes noticias de que un contingente realista había desembarcado en la bahía de San Vicente. La fuerza enviada por el Virrey del Perú venía al mando del brigadier Antonio Pareja. Inmediatamente reunió a los inquilinos de la hacienda que formaban en su regimiento y con ellos partió hacia Los Ángeles esperando que durante la marcha se le unieran más integrantes. En el camino supo que esa villa estaba en poder de las fuerzas realistas, por lo que se dirigió directamente a Concepción. Sus hombres ya sumaban unos cien, todos armados de lanzas, cuando supo que Concepción también estaba en poder de los realistas decidió dispersar su contingente dándoles indicaciones de que regresaran a sus hogares en espera de instrucciones y él, con su ayudante y un hijo de este, se dirigieron a Talca para unirse al ejército patriota.

### Linares - San Carlos - Los Ángeles
O'Higgins llegó a Talca el 5 de abril y en la noche de ese mismo día arribó José Miguel Carrera, ya investido como Comandante en Jefe del Ejército patriota. Tuvieron una reunión en la que O'Higgins se puso a sus órdenes y le propuso un plan para atacar de inmediato, por sorpresa, a las fuerzas realistas que él había visto acampando en Linares. Inicialmente Carrera titubeó, pero su asesor militar, el cónsul de los Estados Unidos, Joel Robert Poinsett, le aconsejó apoyarlo, por lo que puso bajo sus órdenes un destacamento compuesto por 7 oficiales, 9 húsares, 13 dragones y 6 milicianos. Esa misma noche cruzó el río Maule y al día siguiente irrumpió en la plaza de Linares apresando un piquete de 22 dragones realistas que acampaban allí. Esta fue la primera acción militar de O'Higgins y la primera de la guerra por la independencia, luego continuó hostigando al enemigo al sur del río Maule y reclutando hombres para el ejército patriota, tanto en Linares como en Parral.
Carrera organizó el ejército patriota en 3 divisiones, entregándole el mando de la primera división a su hermano Luis y en ella colocó a O'Higgins, recientemente ascendido por la Junta de Gobierno al grado de coronel, como jefe de la vanguardia, con la misión de continuar al sur del río Maule. Por enfermedad no participó en la batalla de Yerbas Buenas, pero una vez recuperado continuó atacando al ejército realista en San Carlos, a mediados de mayo, y Chillán. Continuó hacia el sur adueñándose de los pueblos de su provincia Isla de La Laja, incluida su hacienda, y ocupando la ciudad de Los Ángeles el 27 de mayo de 1813. Reclutó milicianos para el ejército, llegando a contar con 1400 hombres con los que se dirigió a Chillán para unirse a las fuerzas de Carrera.

#### Chillán
A comienzos de julio de 1813 O'Higgins con sus tropas se unió a las de Carrera que sitiaban Chillán. Al mando del ejército realista estaba el comandante Juan Francisco Sánchez, que había sucedido al brigadier Pareja que había muerto de neumonía el 21 de mayo recién pasado. Sánchez distribuyó sus hombres perfectamente en la defensa de la ciudad, de manera que todos los intentos patriotas de tomarla fracasaron. O'Higgins, al ver que la desmoralización cundía en las tropas, apoyado por Mackenna propuso a Carrera intentar un asalto decisivo a la ciudad. Desde el 27 de julio y hasta el 3 de agosto no se notó ninguna ventaja entre los contendientes, pero esa mañana O'Higgins, al frente de 500 de sus hombres, penetró resueltamente en la ciudad dirigiéndose hacia la plaza y cuando esperaba refuerzos para tomarla recibió la orden de Carrera de retirarse. Finalmente, el 8 de agosto el ejército patriota levantó el sitio, retirándose hacia el norte. El resultado del sitio, efectuado en pleno invierno, fue desastroso para los patriotas: cundió la desmoralización entre sus filas y el prestigio de José Miguel Carrera fue gravemente afectado.

### El Roble

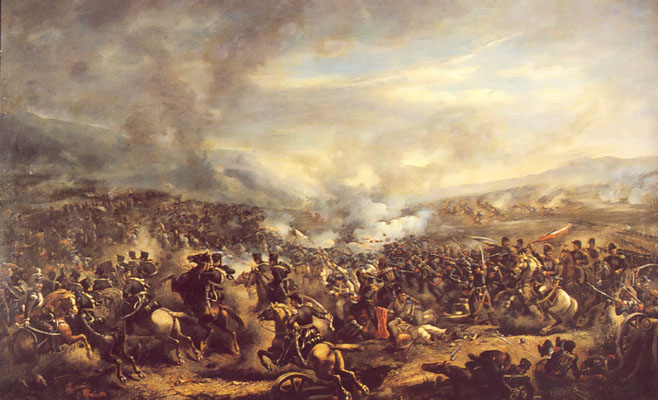
Batalla de El Roble.

Levantado el sitio de Chillán, O'Higgins se dedicó a combatir las guerrillas realistas en la zona Concepción y Los Ángeles. Pasó por las localidades de Yumbel, Tucapel, Huilquilemu, Gomero, Quilacoya y Rere apresando hombres y capturando equipos. En este recorrido se enteró de que las fuerzas realistas habían quemado y reducido a escombros las habitaciones y construcciones de su hacienda Las Canteras.
El 16 de octubre de 1813 al atardecer se juntó con las fuerzas del general José Miguel Carrera en el vado El Roble, en las orillas del río Itata. La división de don Juan José también acampaba cerca. Una posición realista con un cañón defendía el vado, pero Carrera no le dio importancia por lo reducido de su número. Al alba del día siguiente una numerosa fuerza realista atacó a los desprevenidos patriotas que se encontraron entre dos fuegos. La confusión cundió y Carrera logró montar y gracias a su cabalgadura se lanzó al río, lo cruzó y se dirigió al lugar en que acampaba la división de su hermano. Sus hombres, sin nadie que los guiara, estaban a punto de sufrir una gran derrota cuando de improviso entre ellos se alzó la figura de Bernardo O'Higgins, quien con un fusil en la mano los arengó: «¡O vivir con honor o morir con gloria; el que sea valiente, sígame!». Este grito bastó para que los soldados al unísono contestarán con un «¡Viva la Patria!», calaran sus bayonetas y se lanzaran en forma incontenible contra los soldados realistas, transformando una derrota segura en una victoria de la cual emergió un héroe y nuevo líder.
Inclusive tras ser herido con un balazo, continuó luchando hasta que la situación lo obligó a la retirada. José Miguel Carrera reconoció el heroísmo de O'Higgins, escribiendo en el parte de la batalla:

No puedo dejar en silencio el justo elogio que tan dignamente se merece el citado O'Higgins, a quien debe contar V. E. por el primer soldado, capaz en sí solo de reconcentrar y unir heroicamente el mérito de glorias y triunfos del Estado Chileno
José Miguel Carrera, Parte oficial de la batalla de El Roble 25 de octubre de 1813

### Comandante en Jefe del ejército

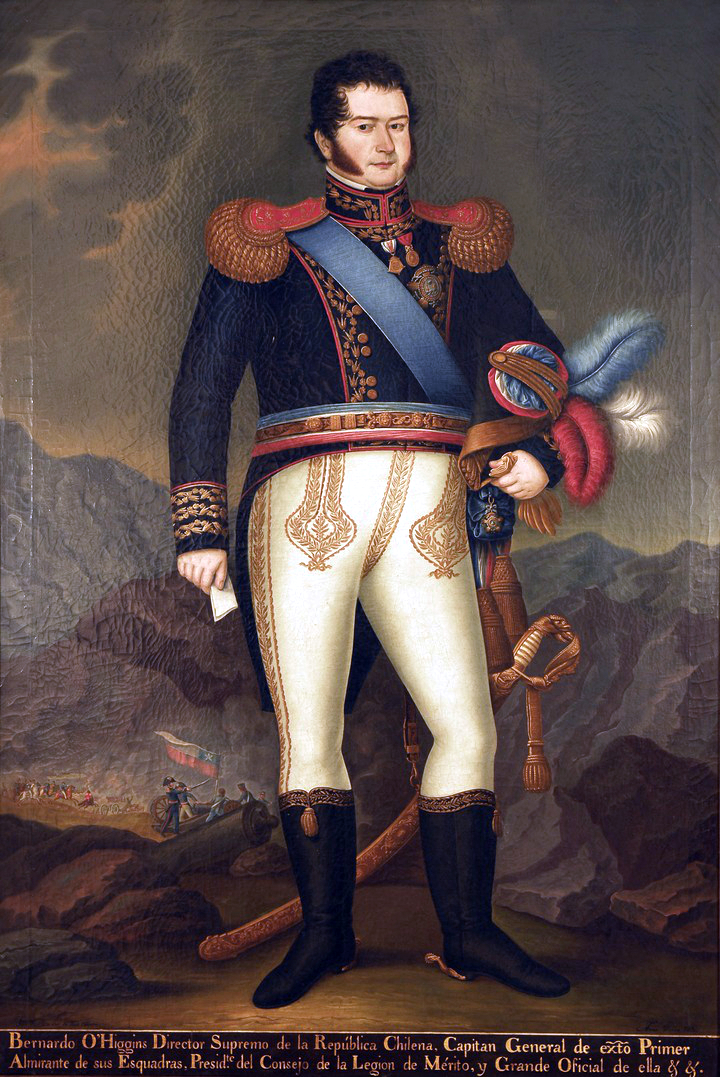
Bernardo O'Higgins, óleo de José Gil de Castro.

El 21 de octubre de 1813 los miembros de la Junta de Gobierno llegaron a la ciudad de Talca, el motivo de este desplazamiento era el descontento que existía por la forma en que José Miguel Carrera llevaba la conducción de la guerra. Estaban decididos a removerlo a él y a sus hermanos del ejército. El 27 de noviembre se dictó el decreto de separación de los hermanos Carrera de sus cargos militares y que le entregaba el mando del ejército a don Bernardo O'Higgins, traspaso de mando que solo se concretó el 12 de febrero de 1814 en la ciudad de Concepción porque O'Higgins no quería asumir el puesto, fue incluso a Talca y se entrevistó con los miembros de la Junta, finalmente su incondicional amigo y consejero, el coronel Juan Mackenna, lo convenció de que en bien de la Patria aceptara el cargo. O'Higgins asumió como Intendente de Concepción en 1814, siendo el mismo año reemplazado por el interino Matías de la Fuente y finalmente asumiendo el comandante José Berganza, designado el mes de agosto por el brigadier Osorio.
En enero O'Higgins supo del desembarco del brigadier realista Gabino Gainza en las costas de Arauco con importantes refuerzos, a los que se habían sumado hombres traídos desde Chiloé. En la misma fecha se enteró de que su madre y su media hermana, prisioneras de las fuerzas realistas desde hacía un tiempo, habían recuperado su libertad gracias a un canje de prisioneros. Los realistas el 3 de marzo conquistaron la ciudad de Talca, hecho que produjo la renuncia de la Junta de Gobierno con el propósito de terminar con el poder ejecutivo colegiado y concentrar todo el mando en una sola persona, que bajo el título de Director Supremo, dirigiera los destinos del país. El nombramiento recayó en el coronel Francisco de la Lastra.

### Quilo - Membrillar
O'Higgins planificó atacar las plazas de Los Ángeles y Nacimiento para cortar la línea de abastecimiento y comunicación de las fuerzas realistas con Valdivia. Para ello ordenó a Mackenna que se encontraba en Quirihue que descendiera hacia Concepción mientras él reunía y equipaba a sus hombres. O'Higgins se enteró de que Gainza también preparaba sus fuerzas para atacar a la división de Mackenna que ahora ya se encontraba en el fundo Membrillar, en la ribera norte del río Itata, por lo que decidió ir en su auxilio. El 19 de marzo de 1814 en la localidad de Quilo, al sur del río Itata, cerca de Ñipas, abatió un destacamento de tropas realistas y al día siguiente observó desde una altura como el coronel Mackenna abatía a las tropas de Gainza. Luego con ambas divisiones avanzó hacia Talca para cerrarle el paso a Gainza hacia Santiago.

### Quechereguas
Ambos ejércitos avanzaron hacia el norte en una carrera paralela por alcanzar el río Maule. Durante este desplazamiento, O'Higgins se enteró de que los refuerzos de más de 1000 hombres al mando del capitán Manuel Blanco Encalada habían sido derrotados el día 29 de marzo en Cancha Rayada. Pasó el río Maule antes que el ejército realista y se atrincheró en el fundo Quechereguas, en la ribera sur del Río Claro de Talca, y ahí resistió el 8 de abril la embestida de Gainza que, ante su fracaso, decidió regresar a la ciudad de Talca. O'Higgins se mantuvo en Quechereguas en espera de un nuevo refuerzo de tropas desde Santiago.

### Tratado de Lircay
De la Lastra llamó al coronel Mackenna a Santiago para conocer la situación real del ejército patriota y luego de escucharlo y considerando, entre otras causas, la grave crisis financiera en que se encontraba el país aceptó la mediación que el comodoro inglés James Hillyar, en representación del Virrey del Perú, le ofrecía de firmar un tratado de cese de las hostilidades. Abascal designó a O'Higgins y a Mackenna como plenipotenciarios por la parte chilena, previamente ambos oficiales fueron ascendidos al grado de brigadier, y Gainza actuó como representante del virrey Abascal, pero con la condición de que lo que se acordase debería ser ratificado por este.
El tratado se firmó el 3 de mayo de 1814 a orillas del río Lircay. Fue una tregua pues ambas partes sabían que no cumplirían lo convenido. Gainza retrocedió hasta Chillán y O'Higgins se mantuvo en Talca. Al poco tiempo llegó la información que el virrey Abascal rechazaba el tratado y que además había enviado una nueva expedición al mando del coronel Mariano Osorio contra los insurgentes de Chile.

### Las Tres Acequias
O'Higgins se encontraba en su campamento en Talca comentando la noticia de la fuga de los hermanos Carrera de su cautiverio en Chillán, cuando José Miguel y Luis Carrera se presentaron ante él. Se quedaron varios días en Talca y ahí se enteraron de lo impopular que era el tratado de Lircay entre los patriotas. Continuaron hasta Santiago y el 23 de julio, mediante un golpe de fuerza, José Miguel Carrera derrocó a De la Lastra e instauró una Junta de Gobierno integrada por él, Manuel Muñoz Urzúa y Julián Uribe.
O'Higgins, al enterarse de este golpe de Estado, lo rechazó y movilizó su ejército hacia Santiago con el propósito de restablecer en su cargo al Director Supremo derrocado. El 26 de agosto la vanguardia de su ejército fue rechazada por una división al mando de Luis Carrera en un sitio denominado Las Tres Acequias, enfrentamiento en el que perdió alrededor de 150 hombres y dos cañones que eran todo su armamento de calibre.
Después de esta acción, O'Higgins supo del desembarco de nuevas tropas realistas al mando del coronel Mariano Osorio, tropas experimentadas y bien aprovisionadas con las que se dirigía sin ninguna oposición hacia Santiago. Ante esta situación, O'Higgins se reunió con Carrera y ambos decidieron enfrentar unidos esta nueva amenaza. Osorio llegó a San Fernando con 5000 hombres organizados en cuatro divisiones el 25 de septiembre de 1814.

### Rancagua

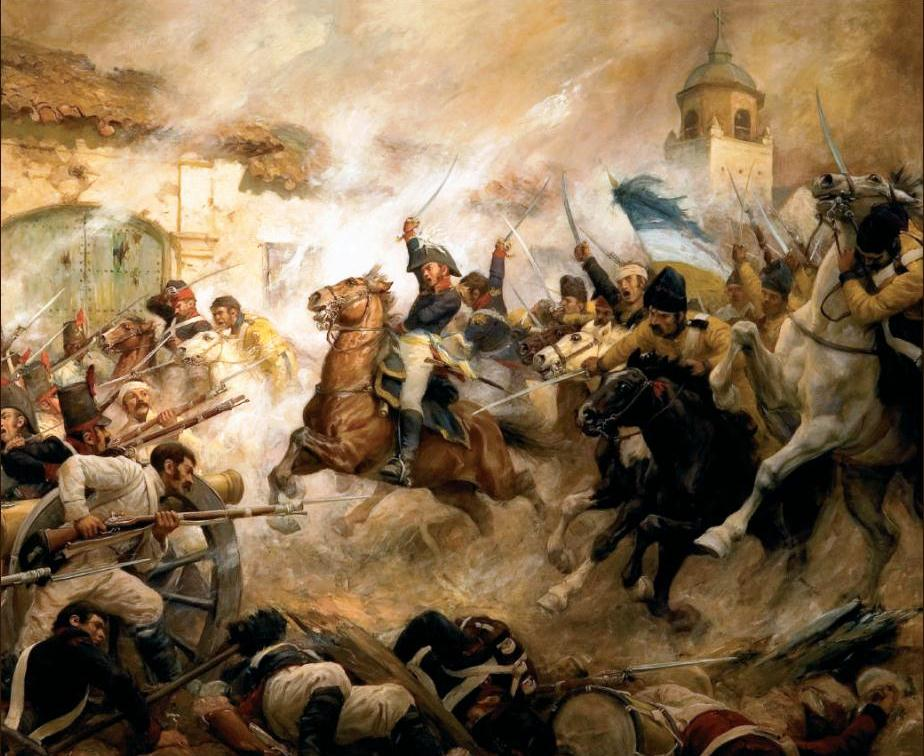
Carga de O'Higgins en la Batalla de Rancagua, óleo de Pedro Subercaseaux.

Alrededor del 6 de septiembre Carrera y O'Higgins acordaron que José Miguel permanecería en Santiago y que O'Higgins y Juan José Carrera con sus divisiones tratarían de contener a Osorio al sur del río Cachapoal y si no lo podían hacer se retirarían primero a la ciudad de Rancagua y luego a la Angostura de Paine. La fuerza patriota logró mantener a Osorio al sur del Cachapoal hasta fines de septiembre.
El 1 de octubre las fuerzas realistas emprendieron el cruce del río Cachapoal. La división de Juan José Carrera, al no poder contener el avance enemigo, retrocedió y se refugió en Rancagua. O'Higgins con su división concurrió también a Rancagua a reforzar a la división de Juan José, resistiendo en ese lugar hasta el 2 de octubre, día en que Bernardo O'Higgins decidió forzar el retiro de su gente mediante una carga de caballería. De los novecientos patriotas que iniciaron el combate solo alcanzaron escapar alrededor de doscientos. Esta derrota marcó el fin de la Patria Vieja.

## Durante la Reconquista española

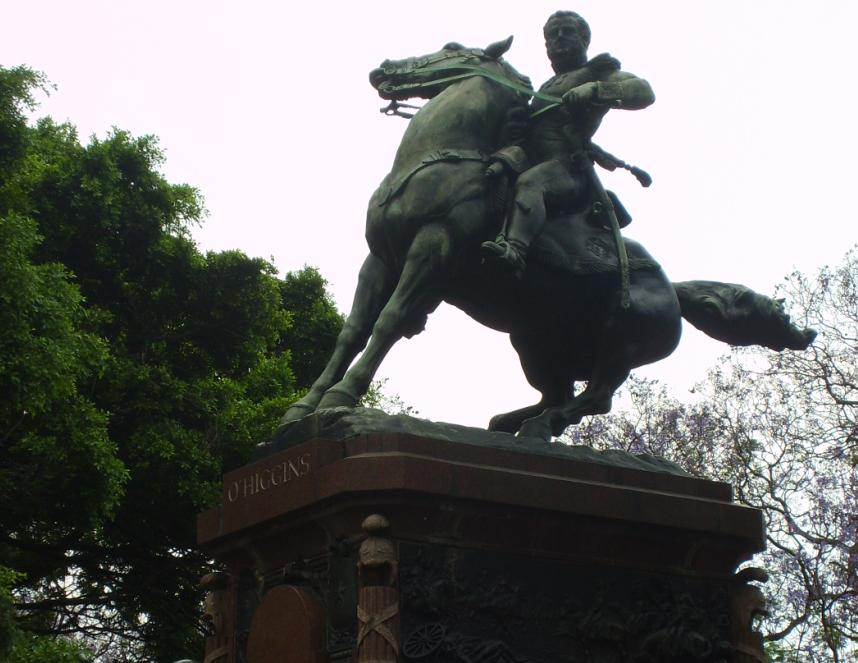
Monumento al Brigadier de las Provincias Unidas del Río de la Plata don Bernardo O'Higgins en Plaza República de Chile, Buenos Aires, Argentina.

En la mañana del 3 de octubre O'Higgins llegó a Santiago y de inmediato se reunió con José Miguel Carrera. Quería una explicación de su conducta el día anterior en Rancagua cuando llegó con su división a las puertas de la ciudad y pudiendo, entre ambos, haber vencido a las tropas realistas este se retiró en forma sorpresiva. Ninguna explicación de Carrera le satisfizo, pero le interesaba el próximo paso a seguir, él estimaba defender Santiago en las orillas del río Maipo y Carrera estaba resuelto a retirarse hacia el norte del país. No llegaron a ningún acuerdo. Entonces decidió partir con los suyos al destierro.
El 8 de octubre emprendió el cruce de la cordillera con su madre y media hermana y con muchos otros soldados y ciudadanos que con sus familias habían escogido emigrar hasta la vecina Mendoza. El día 12 comenzaron a bajar hacia Argentina acampando en el refugio de Las Cuevas y llegando al día siguiente a Uspallata donde los esperaba el general José de San Martín, gobernador de Cuyo, con todo tipo de auxilios. Un par de días después llegó también José Miguel Carrera que había decidido seguir el mismo camino de O'Higgins, el exilio.
Estando en Mendoza, se enteró de la muerte de su amigo, el brigadier Juan Mackenna, en un duelo con Luis Carrera ocurrido en Buenos Aires el 21 de noviembre de 1814. Esta noticia le afectó profundamente, por lo que decidió trasladarse hasta Buenos Aires para averiguar lo sucedido. Lo acompañaron su madre y su media hermana Rosa, llegando a la capital en enero de 1815, donde permaneció aproximadamente un año. En Buenos Aires el gobierno le reconoció el grado de brigadier del ejército de las Provincias Unidas del Río de la Plata. En enero de 1816 el director Supremo, Ignacio Álvarez Thomas, le indicó que regresara a Mendoza para que se incorporase al ejército que allí organizaba el general San Martín.

### General José de San Martín

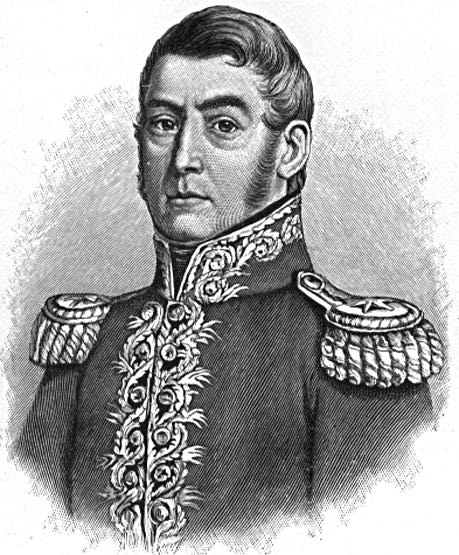
José de San Martín.

Salió de Buenos Aires a los 7 años y regresó a los 31 con el grado de teniente coronel del ejército español. Sus actuaciones eran reflejo de las experiencias ganadas en Europa. Soñaba con una gran América con las virtudes de Europa, pero sin sus vicios de la época. Amaba la causa de la independencia americana en su conjunto.
También importó de Europa la institución de las logias masónicas. En 1812 con la ayuda de otros próceres fundó en Buenos Aires la Logia Lautaro, luego en 1814 la Logia de Mendoza y en 1817, poco después de la batalla de Chacabuco, la Logia de Santiago. El propósito de estas Logias era expulsar a los realistas de la América española. A ellas pertenecieron casi todos los patriotas chilenos y argentinos, tanto civiles como militares.
Desde el momento en que tomó el mando del ejército de Salta comprendió que con los medios que se disponía era imposible conquistar el Alto Perú y desde entonces consagró todos sus esfuerzos en organizar un ejército para liberar Chile y por mar atacar directamente la capital del virreinato, Lima.
En cuanto arribó a Mendoza comenzó la ardua tarea de imponer su proyecto a los dirigentes bonaerenses de organizar en Cuyo, las bases de un ejército, reunir dinero, armas, municiones, víveres, caballos, ropas, etc. e iniciar una guerra de zapa en Chile. Solo un individuo como él pudo realizar con éxito una hazaña como el paso de los Andes, una cadena de montañas de las más altas del mundo, con un ejército de 4000 hombres sin perder un cañón ni una carga de municiones.

### Ejército de los Andes

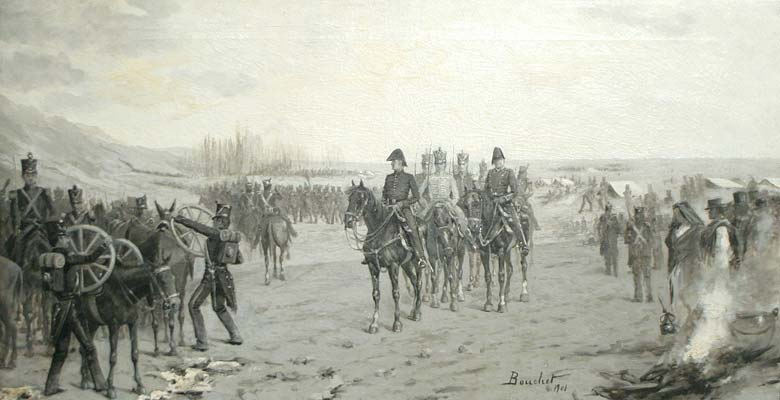
El Ejército de los Andes saliendo de la localidad de El Plumerillo

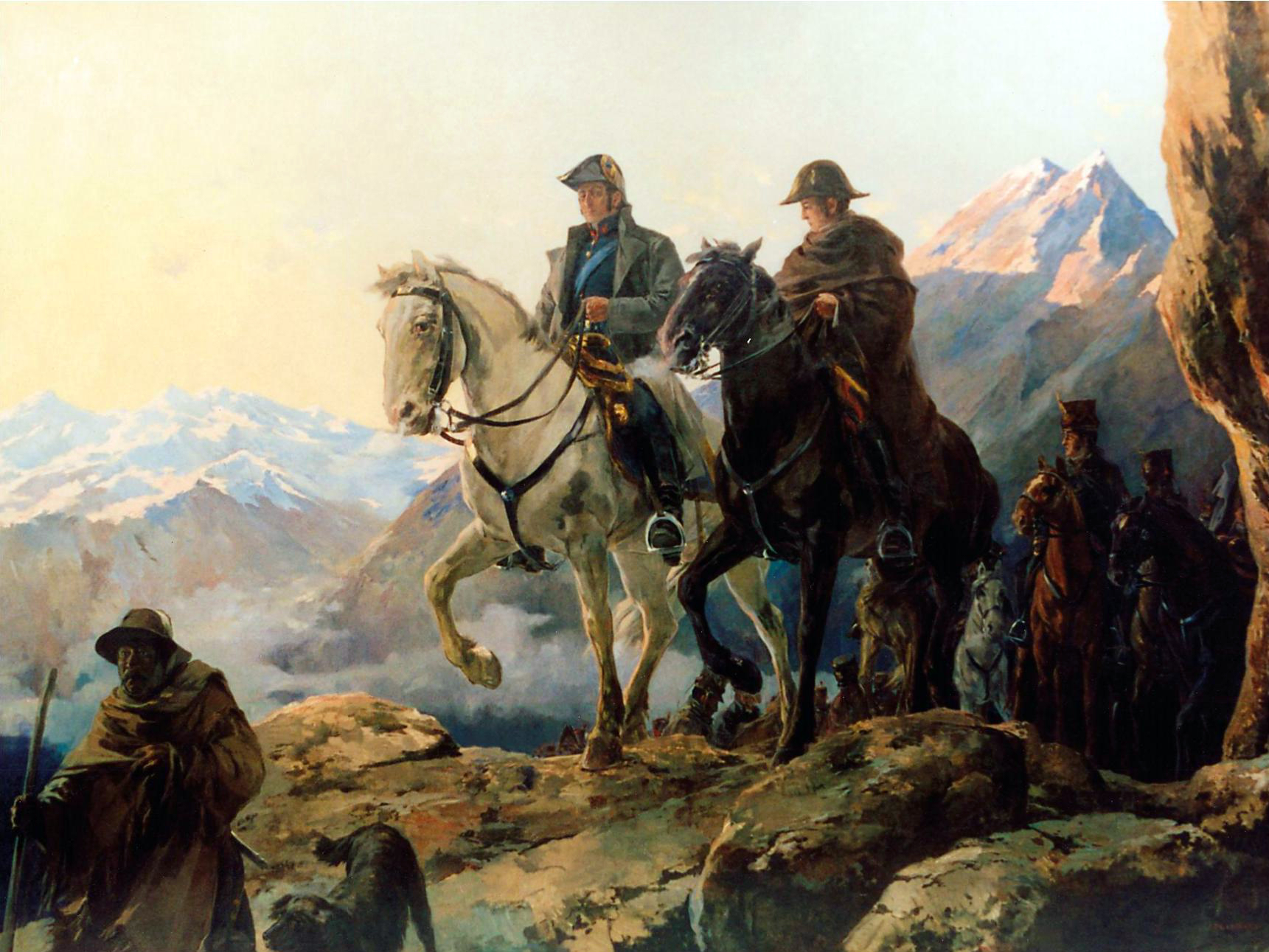
San Martín y O´Higgins cruzando la cordillera de los Andes.

O'Higgins llegó a Mendoza durante la segunda quincena de febrero de 1816. El general San Martín había impuesto fuertes impuestos especialmente a los realistas para que contribuyeran al esfuerzo bélico y había transformado la ciudad en un gran cuartel en que la actividad y el entrenamiento no se detenía. El espíritu bélico era tan acentuado que hasta los escolares efectuaban ejercicios militares.
San Martín organizó un servicio de espionaje para saber lo que sucedía en Chile y difundir noticias falsas sobre lo que ocurría en Mendoza. El más útil de todos los espías fue Manuel Rodríguez, antiguo secretario de Carrera, pero que se entregó por completo a la causa de las fuerzas patriotas, su nombre llegó a ser amado por el pueblo y temido por el nuevo gobernador de Chile Casimiro Marcó del Pont que puso precio a su cabeza.
La primera tarea que San Martín le asignó a O'Higgins fue alistar la localidad de El Plumerillo, a una legua de Mendoza, para trasladar ahí el campamento de sus tropas, pues deseaba mantener a sus hombres alejados de las distracciones de la ciudad que podrían afectar la disciplina y el espíritu militar. El campamento estuvo listo y recibió al ejército a fines de septiembre. Es así como el general San Martín logró partir con un ejército bien aprovisionado y mejor organizado, en el que había orden, gran disciplina, acabada instrucción y una alta moral. Según el estado de fuerza al 31 de diciembre de 1816 estaba compuesto por 4045 hombres.
El 21 de enero de 1817, O'Higgins, al mando de la segunda división integrada por 1000 hombres, emprendió la marcha desde Mendoza hacia la cordillera rumbo a la Patria. Adelante marchaba la primera división al mando del brigadier Estanislao Soler y en la retaguardia el cuartel general, la maestranza y el hospital. El Ejército de los Andes combatió bajo la bandera con los colores celeste y blanco de las Provincias Unidas del Río de la Plata.

### Chacabuco
Todos sabían que pronto partirían, pero muy pocos sabían el día y la ruta que seguirían. O'Higgins, Soler y San Martín siguieron la ruta del paso de los Patos. Llegaron al río Los Patos y luego viraron hacia el sur para ganar la cumbre de 3650 metros. El 2 de febrero iniciaron el descenso hacia el valle de Putaendo y el 8 de febrero O'Higgins alcanzó la villa de San Felipe. Las divisiones se concentraron el día siguiente al sur de Curimón.
En la madrugada del 12 de febrero de 1817 la segunda división de O'Higgins se puso en movimiento siguiendo por el camino real para caer de frente sobre el enemigo. Bajó por la quebrada de Ñipa, atravesó el riachuelo de las Margaritas y enfrentó al ejército realista que se encontraba atrincherado en el lugar. Después del mediodía la batalla había terminado y O'Higgins entró a las casas de Chacabuco donde poco después llegó el general San Martín.
Tres días después, ya en Santiago, el Cabildo le ofreció la dirección del país al general San Martín pero este se negó a aceptar el cargo, por considerar que debía ser un nacido en Chile, quien tomara las riendas del País. Al día siguiente los vecinos de Santiago proclamaron a Bernardo O'Higgins Director Supremo de la joven nación. Este hecho dio comienzo a la llamada Patria Nueva.

## Durante la Patria Nueva

### Director Supremo
El 16 de febrero de 1817 el general San Martín, mediante un bando, convocó a los habitantes de la ciudad de Santiago a un cabildo abierto con el propósito de que eligieran tres representantes, uno por cada una de las tres provincias en que estaba dividido el país: Coquimbo, Santiago y Concepción, y que estos posteriormente eligieran un Director Supremo que gobernara el país. La asamblea estimó innecesario este paso y eligió por aclamación, dos veces, como Director Supremo al general José de San Martín, quien agradeció el gesto pero no aceptó la designación pues manifestó que dedicaría todo su esfuerzo a terminar la guerra contra España liberando al Perú. Se llamó a una nueva asamblea para el día 16, la que también por aclamación designó como Director Supremo al brigadier Bernardo O'Higgins.
La primera proclama de O'Higgins como Director Supremo fue para agradecer a los que habían ayudado a recobrar la libertad de la Patria. La proclama en parte decía: 

Nuestros amigos, los hijos de las provincias del Río de la Plata, de esa nación que ha proclamado su independencia como el fruto precioso de su constancia y patriotismo, acaban de procurarnos la libertad usurpada por los tiranos...

 Uno de sus primeros actos fue ordenar la repatriación de los patriotas que el gobierno realista había desterrado a la isla Juan Fernández. Su primer gabinete estuvo formado por Miguel Zañartu como ministro del Interior y Relaciones Exteriores, José Ignacio Zenteno ministro de Guerra y posteriormente creó el Ministerio de Hacienda a cargo de Hipólito de Villegas.
San Martín estableció en Santiago una sucursal de la Logia Lautarina, todos los asuntos de importancia deberían ser tratados y aprobados por la Logia, por supuesto O'Higgins fue miembro de esta Logia. La creciente intervención de argentinos en los asuntos públicos comenzó a cambiar el sentimiento del pueblo hacia sus amigos argentinos, la opinión pública empezó a sentir una sorda antipatía hacia ellos, excepto hacia el general San Martín quién, gracias a su tacto y tino, siempre fue admirado y querido por el pueblo chileno.
Una de las prioridades del Director Supremo fue organizar un ejército nacional, el Ejército de Chile, y para la formación de sus propios oficiales creó la Academia Militar la que posteriormente se transformaría en la Escuela Militar Bernardo O'Higgins. Al poco tiempo el ejército contó con 4700 efectivos. Las fuerzas realistas se atrincheraron en la ciudad de Talcahuano bajo las órdenes del coronel José Ordóñez.
En abril se dirigió al sur al mando de una división de refuerzo y asumió el mando de las operaciones que se desarrollaban para tomar Talcahuano, operaciones que no tuvieron éxito. El 17 de diciembre un correo de San Martín le confirmó que estaba en camino desde Perú una gran fuerza realista otra vez al mando del general Mariano Osorio y le aconsejaba que dejara el sitio de Talcahuano y se replegara con su ejército hacia Santiago llevando con él cuanto recurso pudiese recoger: caballos, ganados y cosechas. San Martín estimaba que ambos ejércitos reunidos formarían una fuerza de unos 9000 hombres. Durante su permanencia en la zona de Concepción mantuvo un romance con Rosario Puga y Vidaurre.

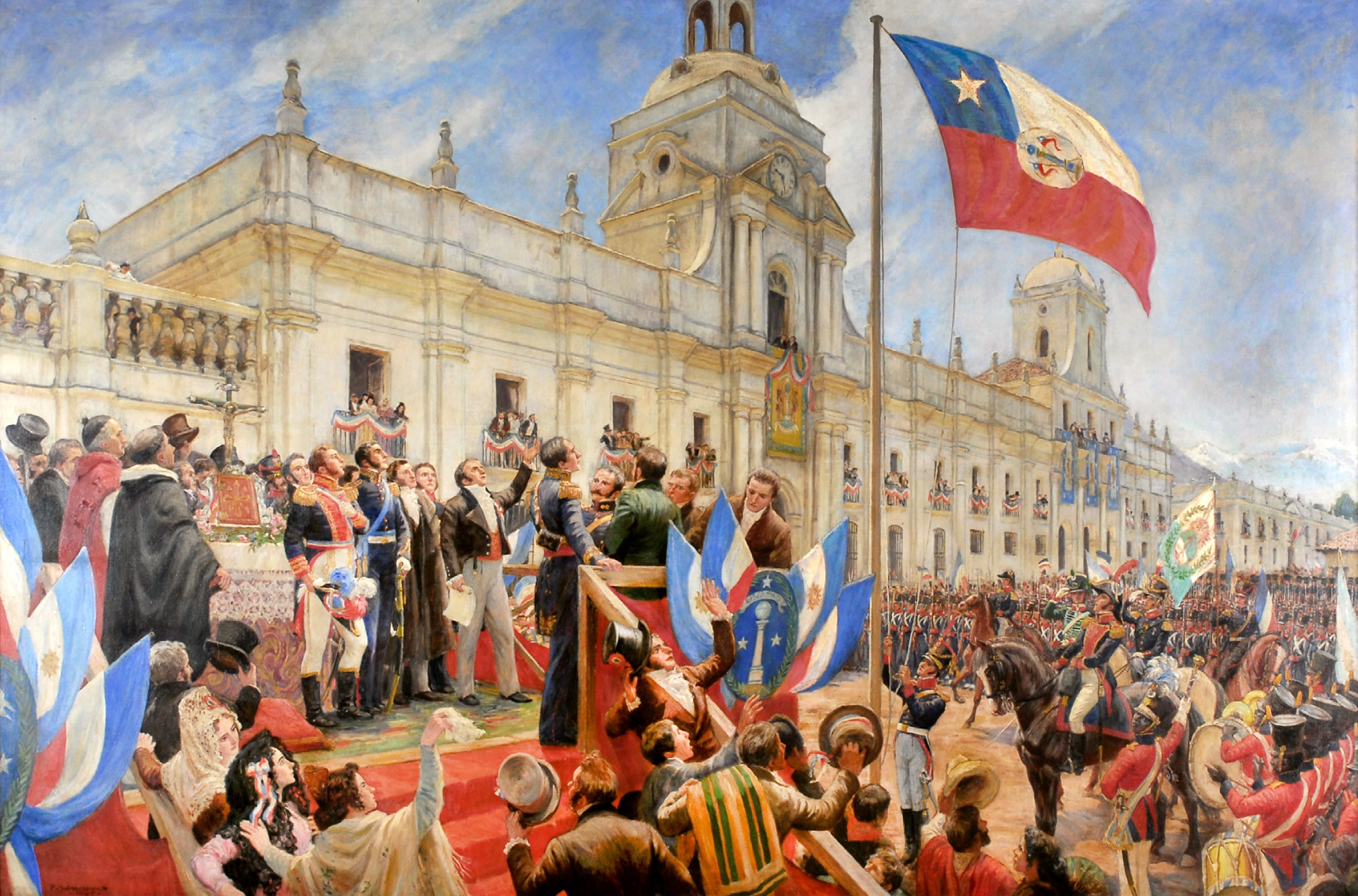
Juramento de la independencia de Chile.

O'Higgins decidió emprender la marcha hacia el norte pero junto con ello concretó su idea de informar a todas las naciones la independencia de Chile y para ello hizo redactar un Acta que firmó en una solemne ceremonia en la ciudad de Talca el 12 de febrero de 1818, aunque el documento lo dató en Concepción y con fecha 1 de enero.
El general San Martín llegó a Talca el 18 de febrero acompañado solo por sus ayudantes, su ejército estaba acantonado en Las Tablas, hacienda cercana a Valparaíso. Poco después se enteraron de que las tropas realistas habían desembarcado en Talcahuano y que avanzaban rápidamente hacia el norte, por lo que decidieron concentrar ambos ejércitos en Chimbarongo, lo que se materializó en los primeros días de marzo.

### Sorpresa de Cancha Rayada
En la tarde del 19 de marzo el ejército patriota acampó unos dos kilómetros al norte de Talca dispuesto a pasar la noche. San Martín, viendo que su posición era poco favorable, decidió cambiar la ubicación de las tropas antes del amanecer, pero el general Ordóñez los atacó en la oscuridad, produciendo gran confusión y pánico en las fuerzas patriotas. Durante la refriega O'Higgins fue herido por una bala que le fracturó el brazo derecho y quedó cercado por los realistas, siendo salvado por el teniente coronel Santiago Bueras y su escuadrón de cazadores. Este combate produjo más bajas entre los realistas que entre las fuerzas patriotas, pero la exageración hizo que en Santiago cundiera el pánico y hasta se comentó que San Martín y O'Higgins habían muerto en la acción.
La herida en el brazo le produjo fiebre y debió guardar cama en San Fernando, pero al saber los hechos que ocurrían en Santiago, entre ellos que Manuel Rodríguez había sido designado para compartir el mando de la nación y que había formado un cuerpo de voluntarios armados, los Húsares de la Muerte, se dirigió a la capital llegando con las primeras horas del día 24 de marzo e inmediatamente reasumió el mando de la nación y restableció el orden en la ciudad. Al día siguiente arribó el general San Martín lo que trajo más tranquilidad a los habitantes de Santiago y luego de una junta de guerra decidieron enfrentar a las tropas de Osorio en el llano del Maipo.

### Batalla de Maipú

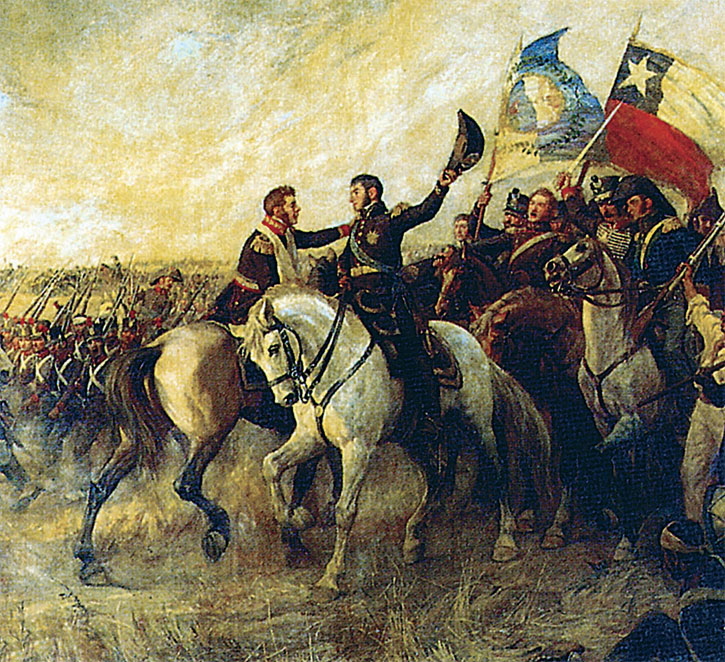
Abrazo de Maipú

El 5 de abril las tropas patriotas bajo el mando del general San Martín arrollaron a las realistas y cuando O'Higgins llegó hasta el campo de batalla ya la victoria era completa. San Martín y O'Higgins se fundieron en un fuerte abrazo. Esta batalla aseguró la independencia de Chile y es considerada la primera gran batalla americana.
El triunfo de Maipú coincidió con dos hechos que afectaron directamente a O'Higgins, estos fueron la noticia del fusilamiento de los hermanos Juan José y Luis Carrera, acaecido el 8 de abril en la ciudad de Mendoza, y el asesinato de Manuel Rodríguez, ocurrido en Til Til el 26 de mayo.
Una vez ganada la batalla, O'Higgins hizo suyo un voto hecho por el pueblo a la Virgen del Carmen de que si se ganaba la batalla se construiría un templo en su honor, dando origen a la Capilla de la Victoria, predecesora del actual Templo Votivo de Maipú, mediante decreto del 7 de mayo de 1818.

### Primera Escuadra Nacional
O'Higgins reanudó sus esfuerzos destinados a contar con una Escuadra que le permitiera dominar el Pacífico. Después de la victoria de Chacabuco habría dicho: «Este triunfo y cien más se harán insignificantes si no dominamos el mar». Para lograrlo envió representantes a Inglaterra y a los Estados Unidos con la misión de adquirir o construir naves y contratar oficiales. Gracias al trabajo incansable del ministro José Ignacio Zenteno y la voluntad del Director Supremo se pudo materializar esta gran empresa. En abril se compró la fragata Lautaro, luego la corbeta Chacabuco, en junio el navío San Martín y el bergantín Galvarino y el director Supremo argentino envió el bergantín Intrépido. La organización de estas naves se le encomendó al capitán Manuel Blanco Encalada. Previamente se había dictado un Reglamento Provisional Orgánico de Marina, que fijaba las dotaciones, sueldos, grados y equivalencias con los del ejército. Con fecha 4 de agosto firmó un decreto que creaba en el departamento de Valparaíso una academia de jóvenes guardiamarinas, la que con el tiempo se transformaría en la Escuela Naval Arturo Prat.
Poco después, O'Higgins tuvo la información que el Rey de España había enviado una nueva fuerza de 2000 hombres a Chile, fuerza que había zarpado desde Cádiz el 21 de mayo en 11 transportes escoltados por la fragata Reina María Isabel. El director Supremo ordenó el embargo de las naves neutrales y ordenó preparar la Escuadra, la que al mando del ahora capitán de navío don Manuel Blanco Encalada zarpó de Valparaíso un 10 de octubre. O'Higgins desde uno de los cerros del puerto presenció el zarpe de esta Primera Escuadra Nacional, manifestando: «Tres barquichuelos dieron a España el continente americano; estos cuatro buques se lo quitarán». Las naves eran el navío San Martín, la fragata Lautaro, la corbeta Chacabuco y el bergantín Araucano. El 28 de octubre Blanco Encalada en la bahía de Talcahuano capturó la fragata María Isabel y posteriormente a cinco buques transportes.
El agente enviado a Inglaterra logró contratar al destacado marino inglés Lord Thomas Cochrane para que asumiera el mando de la fuerza naval chilena con la facultad de contratar oficiales ingleses como comandantes de sus naves. Cochrane, su esposa y sus dos hijos menores fueron recibidos en Valparaíso por el propio O'Higgins el 28 de noviembre de 1818.
O'Higgins estaba empeñado en terminar la guerra en el sur antes de intentar la expedición al Perú. Osorio al retirarse hacia Perú dejó 1500 hombres en la zona de Concepción al mando del coronel Juan Francisco Sánchez, fuerza que se incrementó con la tropa llegada en los navíos que escoltó hasta Talcahuano la fragata María Isabel. Con el propósito de reforzar el ejército patriota del sur, a comienzos de enero desde Santiago se envió al brigadier don Antonio González Balcarce quien tomó el mando del ejército y a fines del mismo mes ocupó Concepción, obligando a las tropas realistas retirarse al sur del río Bio Bio en dirección a Valdivia. Esta retirada dio inicio a lo que se llamaría La Guerra a Muerte, en la que sobresalió por el bando realista el capitán Vicente Benavides.
El éxito anterior hizo que O'Higgins decidiera enviar la Escuadra, al mando de su recién nombrado almirante, a bloquear el puerto de El Callao y en lo posible batir a la fuerza naval española. Cochrane zarpó de Valparaíso el 14 de enero de 1819 con la primera división compuesta por 4 naves y días después lo hizo la segunda división integrada por 3 buques. Regresó a Valparaíso el 16 de junio luego de haber cumplido con el bloqueo, capturado varias presas entre ellas la goleta Moctezuma e incursionado en varios puertos peruanos para aprovisionarse.
El 12 de septiembre desde Valparaíso zarparon rumbo a El Callao 8 naves, todas bajo el mando del almirante Cochrane. Mantuvo el bloqueo del puerto con algunos buques y con el resto continuó hasta Guayaquil, desembarcó y ocupó la ciudad de Pisco por algunos días y luego regresó a Valparaíso.

### Toma de Valdivia
Al regreso de Perú, Lord Cochrane inspeccionó la bahía de Corral y planificó conquistar sus fuertes mediante un desembarco anfibio. Para ello contactó al coronel Ramón Freire que estaba a cargo de las fuerzas patriotas en Concepción y con la aprobación de O'Higgins, el 3 y 4 de febrero, con 3 naves en las que embarcó a 250 soldados de Freire, conquistó al asalto las plazas de Corral y Valdivia. Luego del éxito de la toma de Valdivia, Cochrane le propuso a O'Higgins atacar por sorpresa, lo antes posible, con una fuerza de 2000 hombres al mando de Freire el virreinato del Perú. O'Higgins, pensando en San Martín, no aceptó la idea.
San Martín mantenía su Ejército de los Andes acantonado en Rancagua al mando del coronel Juan Gregorio de Las Heras, mientras él se recuperaba de su reumatismo en los baños de Cauquenes. A comienzos de marzo supo la caída del gobierno de Buenos Aires y el triunfo de revolucionarios contrarios a él. Entonces pensó en desligar el ejército y su mando de las autoridades del Río de la Plata y trasladarlas a las del gobierno de Chile. Con la completa aprobación de O'Higgins, el 2 de abril en Rancagua reunió a su plana mayor y mediante un escrito explicó la situación que se vivía en su patria: «El Congreso y el Director Supremo de las Provincias Unidas no existen. De estas autoridades emanaba la mía de comandante en jefe del Ejército de los Andes...» y continuaba explicando por qué a partir de ese momento deberían buscar entre ellos un nuevo comandante en jefe pues él renunciaba. La unanimidad de los oficiales reunidos votó por la elección de San Martín, lo que se ratificó mediante un acta. Cuando O'Higgins fue informado oficialmente del acuerdo tomado por los oficiales de San Martín le comunicó a Cochrane que el gobierno había decidido que la expedición al Perú se haría con un ejército de 4000 hombres mandados por el general San Martín. Esto fue el comienzo de una tensa relación entre Cochrane y San Martín que el director Supremo tuvo que sortear con tacto, paciencia y voluntad.
El 8 de abril abortó un complot planeado por un grupo de aristócratas partidarios de Carrera para derrocarlo. Fueron sometidos a proceso y la Cámara de Justicia con fecha 24 de mayo los condenó a ser fusilados, pero O'Higgins les conmutó la pena por destierro perpetuo.

### Expedición Libertadora del Perú
O'Higgins y todo el gobierno se dedicaron por entero en preparar la expedición: el vestuario, los víveres, las armas, los caballos y mulas para operar en tierra, el dinero para los sueldos, pero había el problema del pabellón bajo el cual irían las tropas al Perú. La mayoría de los oficiales eran argentinos, pero se les había otorgado sus grados en el escalafón del Ejército de Chile de acuerdo con el acta de Rancagua en que se habían desligado de las autoridades transandinas, además que casi la totalidad de los soldados eran chilenos, como también lo eran la Escuadra y las naves que los transportarían. Hasta que en una reunión se le planteó directamente la pregunta al generalísimo, el que respondió: «Con la chilena, señor Marín». El Senado redactó completas y detalladas instrucciones a las que el general San Martín debería ceñirse durante su mandato. O'Higgins las recibió y no se las transmitió a San Martín confiando en el juicio y criterio de su amigo.
El 18 de agosto en Valparaíso comenzó el embarque de los regimientos y el 20 de agosto en 22 transportes escoltados por 9 naves de guerra, bajo el mando de Cochrane y el ejército bajo el mando de San Martín, zarpó la Expedición Libertadora del Perú. O'Higgins luego del zarpe envió una proclama escrita en castellano y en quechua dirigida al pueblo peruano y otra dirigida a los habitantes de las provincias del Río de la Plata. De ambas proclamas se imprimieron miles de ejemplares los que fueron repartidos en ambos territorios. A su regreso a Santiago, el Senado, en señal de gratitud, le confirió el grado de capitán general haciéndolo efectivo en forma retroactiva al 14 de diciembre de 1818.
El esfuerzo económico que significó el alistamiento de la Expedición Libertadora afectó gravemente las finanzas de la República y también las de O'Higgins, pero en el campo político empezó a tener problemas, se le criticaba el poder omnímodo que poseía, se le criticaba la designación de Rodríguez Aldea como ministro de Hacienda a quien se le relacionaba con el complot de abril y finalmente el Senado, cuando supo que no le había entregado sus instrucciones a San Martín, con fecha 2 de octubre reprobó completamente su decisión haciéndoselo saber por escrito y representándole los problemas futuros que se podrían presentar.
A fines de año, San Martín le comunicó el gran golpe que el almirante Cochrane había asestado al poder naval español cuando en la noche del 5 al 6 de noviembre, en el puerto de El Callao, había tomado por asalto la fragata Esmeralda, el más poderoso navío de la flota del Virrey.
Dotó a la capital de una sala de espectáculos que fue inaugurada el mismo día del zarpe de la Expedición Libertadora del Perú. Tenía una capacidad para 1500 espectadores repartidos en la platea, dos palcos y la galería, donde se dejaba entrar gratuitamente a los soldados.

### Guerra a muerte
La preparación y alistamiento de la Expedición Libertadora del Perú le restó hombres y medios a la fuerza patriota que combatía contra las guerrillas realistas en el sur, lo que a partir del mes de mayo fue aprovechado por Vicente Benavides para intensificar sus acciones contra los patriotas e incluso intentar avanzar hacia la capital con una fuerza que llegó a tener alrededor de 3000 hombres, de los cuales la mitad eran indígenas pehuenches. En este período tuvieron lugar las batallas del Pangal, el 22 de septiembre y entre el 26 y 28 del mismo mes la horrible jornada de Tarpellanca en que unos 400 patriotas fueron masacrados. Dado la gravedad de la situación dispuso que el coronel Joaquín Prieto se trasladara a la región del Itata para que organizara con las milicias locales la resistencia a Benavides. Bernardo O'Higgins planeó una vez expandir Chile liberando Filipinas de España e incorporando las islas. Al respecto encargó al oficial naval escocés, Lord Thomas Cochrane, en una carta fechada el 12 de noviembre de 1821, expresando su plan para conquistar Guayaquil, las Islas Galápagos y Filipinas. Hubo preparativos, pero el plan no prosperó porque O'Higgins fue exiliado.
Al finalizar el año 1821 el coronel Joaquín Prieto logró en las orillas del río Chillán una gran victoria sobre los montoneros realistas de Benavides y luego recuperó varias poblaciones para la Patria. Poco después, Benavides fue capturado y llevado a Santiago donde luego de un juicio, a fines de febrero fue ahorcado. Los guerrilleros, ahora sin jefe, depusieron las armas aceptando la amnistía que les ofreció el gobierno.

### Obra administrativa
O'Higgins ordenó diseñar una nueva bandera que sustituyera la primera del período de José Miguel Carrera, por lo que hubo una segunda bandera de transición que se izó por primera vez el 26 de mayo hasta que pocos meses después se aprobó definitivamente la bandera tricolor de la estrella solitaria que flameó como emblema de Chile a partir del 18 de octubre.
El obispo de Santiago don José Santiago Rodríguez Zorrilla durante la Reconquista española había adherido abiertamente a la causa realista, en conocimiento de ello O'Higgins lo deportó a la ciudad de Mendoza, lo cual no fue bien visto por la aristocracia. También fijó un plazo de 8 días para que se quitaran de los frontis de las casas los escudos de armas e insignias de nobleza. Abolió el uso de los títulos hereditarios y en cambio creó la Legión de Mérito de Chile para premiar las virtudes cívicas y militares.
Para mejorar el alumbrado público dispuso que los vecinos pusieran luz en las puertas de sus casas. Editó un periódico semanal titulado «Gaceta del gobierno de Chile» para dar a conocer las disposiciones administrativas y las noticias tanto nacionales como del extranjero. Sustituyó la moneda con la efigie de Fernando VII por una con el sello del gobierno.
Diseñó y dirigió personalmente, en la capital Santiago, la transformación de la Cañada, lecho de un antiguo río convertido en basural, en una alameda bella y acogedora; para realizar este trabajo empleó a prisioneros realistas. Para estimular la lectura reabrió la Biblioteca Nacional fundada en 1813 y que había sido cerrada durante la Reconquista española. El 29 de junio, doña Rosario Puga, que se había radicado en Santiago, dio a luz un varón que fue bautizado como Pedro y de padres desconocidos según el registro parroquial de la iglesia de San Isidro, este infante era su hijo, al que doña Isabel Riquelme, su abuela paterna, no perdió nunca de vista y que en la intimidad fue llamado Pedro Demetrio.
O'Higgins nombró una comisión para que redactara un estatuto constitucional, el que le fue presentado el 8 de agosto. Este establecía la libertad individual y la igualdad civil, nadie podía ser castigado ni detenido sin un juicio previo, consagraba la inviolabilidad de la propiedad privada y establecía la libertad de opinión. También creaba un Senado cuya palabra debía oírse en asuntos financieros, diplomáticos y de guerra. Esta Constitución fue aprobada por unanimidad. El pueblo fue consultado mediante libros, registros que se abrieron en las parroquias de todo el territorio. Fue solemnemente jurada el 23 de octubre en el salón del Tribunal del Consulado.
O'Higgins con la aprobación del Senado reabrió con un acto solemne las clases del Instituto Nacional cerrado por los realistas durante la Reconquista y para las celebraciones del 18 de septiembre encargó a don Bernardo de Vera y Pintado que compusiera el himno nacional que el país aún no tenía.

### Segunda fase del Gobierno de O'Higgins
O'Higgins había apoyado la construcción del canal del Maipo, obra que permitiría regar por primera vez el extenso llano del río Maipo ubicado al sur de la capital y ahí pensó construir una villa donde pudieran instalarse los militares en retiro, las viudas y los huérfanos de las guerras de la independencia, para su felicidad el 9 de febrero se hizo el trazado de ese nuevo pueblo que llevó el nombre de San Bernardo en su honor.
Con gran júbilo O'Higgins y el pueblo de Santiago recibieron la información de San Martín que el día 2 de julio había entrado en Lima sin disparar un solo tiro ya que el Virrey había preferido abandonar la ciudad para preparar la resistencia en el interior y junto con la noticia le envió de regalo cuatro banderas chilenas, tomadas por las fuerzas realistas en el sitio de Rancagua, que estaban guardadas en una iglesia limeña.
En septiembre, O'Higgins recibió la noticia de que el 4 de ese mes en la ciudad de Mendoza, luego de un juicio había sido ejecutado don José Miguel Carrera, noticia que le trajo tranquilidad pues con ello se eliminaba un foco de preocupación por la estabilidad del país. O'Higgins mostró públicamente su satisfacción.
Hacia fines de año la preocupación de O'Higgins estuvo centrada en la ruptura definitiva entre San Martín y Cochrane y en los crecientes rumores de que, en Perú, San Martín y sus oficiales estaban decididos a borrar todo vestigio de la participación que le cupo a Chile en la organización y realización de la expedición libertadora. Además, nadie aprobaba que San Martín gobernase en Perú bajo el título de Protector.
Las relaciones de O'Higgins con el Senado estaban cada vez más tirantes, este aconsejado por su ministro Rodríguez Aldea no estaba dispuesto a ceder en sus prorrogativas. El padre Camilo Henríquez le hizo ver el descrédito que el gobierno tenía en el extranjero y le aconsejó darle al país instituciones democráticas. O'Higgins llamó a los cabildos que enviaran un diputado a una próxima convención, diputados que en forma reservada el mismo O'Higgins había escogido previamente. El 23 de julio se inauguró la Convención Preparatoria y ante ella O'Higgins renunció para que esta designara a su sucesor, pero los diputados por unanimidad rechazaron la renuncia y le reiteraron su mandato. Sus partidarios quedaron contentos con el paso dado en pro de una mayor democracia, pero sus adversarios difundieron la maquinación que el gobierno había empleado en la designación de los diputados.
A comienzos de septiembre llegó a Santiago Mary Graham, escritora, viuda de un oficial de la armada británica que falleció a bordo de su nave cuando cruzaba el cabo de Hornos. Ella le dio sepultura en Valparaíso y se quedó un tiempo en Chile. Fue recibida por O'Higgins y en su minucioso Diario dejó su impresión del Director Supremo: 

Es bajo y grueso, pero muy activo y ágil; sus ojos azules, sus cabellos rubios, su tez encendida y sus algo toscas facciones no desmienten su origen irlandés, al par que la pequeñez de sus pies y manos son signos de su procedencia indígena... Es modesto, abierto, de modales sencillos, sin pretensiones de ninguna clase. Si ha realizado grandes hechos, los atribuye a la influencia del amor patrio, que, como él dice, puede inspirar a un hombre vulgar los más nobles sentimientos.

Como parte de las celebraciones del 18 de septiembre, O'Higgins envió a la Convención un proyecto de amnistía para todos los presos expatriados o confinados por motivos políticos. Los diputados lo aprobaron de inmediato y alabaron la generosidad del Director Supremo, pero la opinión pública permaneció indiferente y lo vio como una nueva maniobra política para reconquistar la popularidad perdida con la generación viciada en la elección de los diputados a la Convención. También el gobierno presentó a la asamblea un proyecto de Constitución Política, pero también la opinión pública vio en su elaboración la mano del ministro Rodríguez Aldea y el propósito de O'Higgins de eternizarse en el mando. La Constitución fue promulgada con fecha 30 de octubre de 1822.
El 12 de octubre en forma sorpresiva llegó a Valparaíso el general José de San Martín, cansado y enfermo había entregado el mando de Perú al Congreso y ahora solo quería descansar. A las pocas semanas de estar en Santiago contrajo la fiebre tifoidea que lo mantuvo por dos meses en cama y dio ocasión para que O'Higgins y su familia y los vecinos le exteriorizaran el cariño que por él sentían.
La falta de pago de los sueldos de las tripulaciones de la Escuadra hacía temer que los marineros de algunas naves se sublevaran. O'Higgins en los primeros días de noviembre se trasladó a Valparaíso para detener personalmente esta situación. Mientras solucionaba el problema de los sueldos recurriendo a un empréstito, recaló un buque procedente de Talcahuano que le confirmó lo que ya Freire le había contado sobre la horrible situación en que se encontraban los ciudadanos de la zona de Concepción; la miseria se volvía desesperante pues el hambre acosaba a los sobrevivientes de la larga guerra que habían soportado. Los muertos ya suman centenares. El gobierno abrió una suscripción pública para ir en ayuda de la desgraciada provincia. Finalmente el 19 de noviembre un gran terremoto se sintió en la zona central y prácticamente destruyó la ciudad de Valparaíso y casi causó la muerte de O'Higgins que se encontraba ese día en la Gobernación del puerto y el desplome de una muralla estuvo a punto de sepultarlo.
O'Higgins regresó a la capital y se fue a descansar a su chacra del Conventillo, donde se encontraba reponiéndose de la tifoidea el general San Martín, quería estar con su amigo. Allí le llegaron las primeras noticias de la indignación que había causado en Ramón Freire y en la asamblea de Concepción el conocimiento de la nueva Constitución. No estaban de acuerdo en la renovación del mandato del Director Supremo y principalmente con la disposición de fragmentar la provincia en varios departamentos. El 28 de noviembre recibió una carta de lord Cochrane en que le solicitaba su retiro, pues sus desavenencias con el ministro Rodríguez Aldea habían llegado a un punto extremo. Poco después la asamblea de Concepción le notificó que no acataría las disposiciones del gobierno central. A fines de diciembre el general San Martín emprendía el cruce de los Andes de regreso a su patria, días después Lord Cochrane por mar se dirigía hacia Río de Janeiro. Ambos muy tristes pues veían lo que se le venía a su amigo O'Higgins.
La actitud revolucionaria de la asamblea de Concepción tuvo acogida en la provincia de Coquimbo, quienes también manifestaron su rechazo a las disposiciones de la nueva constitución. El 7 de enero el ministro Rodríguez Aldea le presentó su renuncia a O'Higgins dejándolo solo afrontando la situación.

### Abdicación

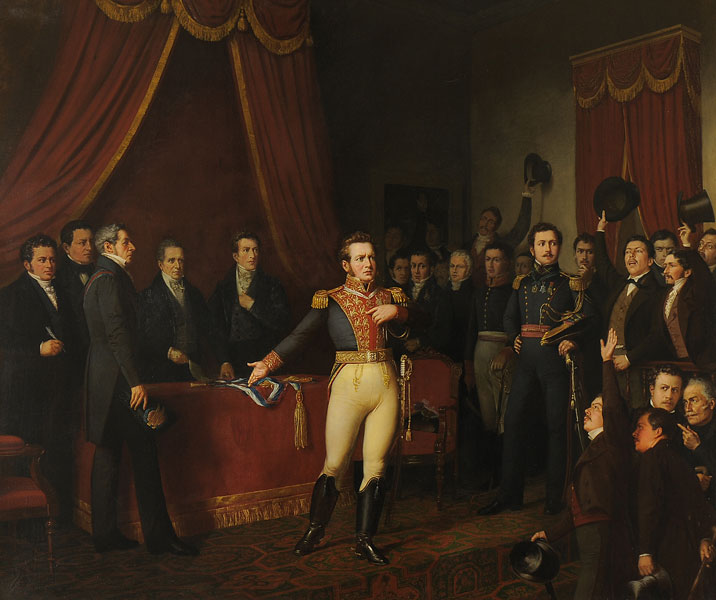
Abdicación de Bernardo O'Higgins.

En Santiago se supo que las tropas de las provincias de Coquimbo y de Concepción marchaban ya hacia la capital. Estas noticias intranquilizaron a la población que vio la cercanía de una guerra civil con las consecuencias que todos imaginaban. Ante esto el gobernador intendente de Santiago, José María de Guzmán, en la noche del 27 de enero reunió en su hogar a los más connotados aristócratas para dar los últimos arreglos a un plan revolucionario destinado a derrocar al Director Supremo para así evitar el enfrentamiento con las otras provincias.
En la mañana del día siguiente, 28 de enero, carteles llamaban a un cabildo abierto para el mediodía en la casa del obispo donde funcionaba la intendencia desde el terremoto. El motivo era pedirle al Director Supremo que renunciara el mando, pero no sabían cómo reaccionarían las fuerzas militares de la capital. Consultados los comandantes manifestaron que ellos no actuarían contra el pueblo, pero ello estaba subordinado al respeto que debería tenerse con el director Supremo. Se envió un emisario a solicitarle a O'Higgins que concurriera al cabildo y este respondió que no le reconocía a la asamblea la representación del pueblo. Luego de varias diligencias por fin O'Higgins se vistió con su uniforme de gala y acompañado por sus dos edecanes se dirigió a caballo al cuartel de la Guardia de Honor y los hizo salir en formación hacia la plaza; eran ya las cuatro de la tarde. Posteriormente hizo traer sus insignias de mando, se terció la banda y prendió en el lado izquierdo de la casaca la estrella de Gran oficial de la Legión de Mérito y se encaminó hacia el Consulado donde estaban reunidos los asambleístas. Eran aproximadamente las cinco y media de la tarde. Al entrar a la sala, todos los asistentes se pusieron de pie con respeto, O'Higgins avanzó y con gran seguridad y aplomo se puso frente a la asamblea; eran unas trescientas personas que le miraban inmóviles y en silencio. Luego O'Higgins se dirigió a la asamblea y les pidió que designaran una comisión de individuos respetables con los cuales seguir tratando el asunto. Mariano Egaña propuso los nombres de los integrantes de la comisión, 11 en total y el resto abandonó la sala en espera de los acontecimientos.
Luego de un intercambio de opiniones entre los miembros de la comisión y O'Higgins, este accedió en deponer el mando de inmediato en la autoridad que nombrara el Cabildo abierto. Esto le fue comunicado a los asambleístas los que por aclamación escogieron que los integrantes de la comisión designaran una Junta en lugar de un Director Supremo. Inmediatamente los comisionados nombraron a los integrantes de la Junta que fueron Agustín de Eyzaguirre, Fernando Errázuriz y José Miguel Infante. Se levantó un Acta y entre otros puntos se estableció que la Junta debería convocar un Congreso para el nombramiento del resto de las autoridades. El Acta fue firmada por O'Higgins y el secretario Egaña. Delante de toda la asamblea se leyó el Acta y luego O'Higgins tomó juramento a los tres vocales, los que pasaron a presidir el acto en medio de las aclamaciones de los presentes. O'Higgins, emocionado se despidió de la concurrencia con las siguientes palabras:

Siento no depositar esta insignia ante la asamblea nacional, de quien últimamente la había recibido; siento retirarme sin haber consolidado las instituciones que ella había creído propias para el país y que yo había jurado defender; pero llevo al menos el consuelo de dejar a Chile independiente de toda dominación extranjera, respetado en el extranjero, cubierto de gloria por sus hechos de armas.

Doy gracias a la Divina Providencia que me ha elegido instrumento de tales bienes, y que me ha concedido la fortaleza de ánimo necesaria para resistir el inmenso peso que sobre mí han hecho gravitar las azarosas circunstancias en que he ejercido el mando.

Ahora soy un simple ciudadano. Mientras he estado investido de la primera dignidad de la república, el respeto, sino a mi persona, al menos a ese alto empleo, debía haber impuesto silencio a vuestras quejas. Ahora podéis hablar sin conveniencia. ¡Que se presenten mis acusadores! ¡Quiero conocer los males que he causado, las lágrimas que he hecho derramar! ¡Acusadme! Si las desgracias que me echáis en rostro han sido, no el efecto preciso de la época en que me ha tocado ejercer la suma del poder, sino el desahogo de mis malas pasiones, esas desgracias no pueden purgarse sino con mi sangre. ¡Tomad de mí la venganza que queráis, que yo no os opondré resistencia! ¡Aquí está mí pecho!

Y dando un violento tirón a su casaca, lo presentó descubierto. Un solo grito espontáneo se sintió en el salón, "¡Nada tenemos contra el general O'Higgins! ¡Viva O'Higgins!" O'Higgins emocionado agradeció las manifestaciones de los presentes.
Ya era de noche cuando don Bernardo O'Higgins abandonó el salón del Consulado para regresar al palacio. Lo seguía una multitud que lo aclamaba.

## Exilio en Perú y últimos años

### Entre los años 1823 y 1833
O'Higgins deseaba dirigirse a Perú por lo que decidió dejar lo antes posible Santiago y en los primeros días de febrero de 1823 se trasladó a Valparaíso. Pocas horas después de su llegada a la ciudad, fondearon en la bahía cuatro naves que transportaban al general Freire y el Ejército del Sur. En abril supo que la Junta de Gobierno había entregado el mando a una Asamblea provincial y que esta había designado como Director Supremo al general don Ramón Freire. O'Higgins permaneció en Valparaíso hasta fines de junio en espera que se decidiera si sería sometido a un juicio de residencia. El 30 de junio el Senado le dirigió una nota al general Freire manifestándole que no existía ningún inconveniente en que se le otorgara al general O'Higgins el pasaporte chileno que este había solicitado hacía meses. Freire de inmediato le otorgó el pasaporte.
El 17 de julio se embarcó hacia el Callao en la fragata inglesa Fly. Iban con él su madre, su media hermana Rosita, su hijo Pedro Demetrio de poco más de 4 años, además de dos indígenas mapuches que en su tiempo fueron presentadas como «adoptadas», una de las cuales se ha comprobado era hija natural del libertador, de nombre Petronila Riquelme y la otra era su madre Patricia Rodríguez.
Con la autorización del gobierno hizo imprimir la siguiente proclama que fue distribuida en las ciudades de Santiago y Valparaíso después del zarpe. 

¡Compatriotas! Ya que no puedo abrazaros en mi despedida, permitid que os hable por última vez. Con el corazón angustiado y la voz trémula os doy este último adiós; el sentimiento con que me separo de vosotros sólo es comparable a mi gratitud; yo he pedido, yo he solicitado esta partida, que me es ahora tan sensible, pero así lo exigen las circunstancias que habéis presenciado y que yo he olvidado para siempre. Sea cual fuere el lugar a donde llegue, allí estoy con vosotros y con mi cara patria; siempre soy súbdito de ella y vuestro conciudadano. Aquí os son ya inútiles mis servicios y os queda al frente del gobierno quien pueda haceros venturosos. El Congreso va a instalarse y él secundará sus esfuerzos; vuestra docilidad los hará provechosos. Debéis recibir en breve sabias instituciones, acomodadas al tiempo y a vuestra posición social; pero serán inútiles si no las adoptáis con aquella deferencia generosa que prestaron a Solón todos los partidos que devoraban a Atenas ¡Quiera el cielo haceros felices, amantes del orden y obsecuentes al que os dirige!... ¡Virtuoso ejército! ¡Compañeros de armas!, llevo conmigo la dulce memoria de vuestros triunfos y me serán siempre gratos los que la patria espera de vosotros para consolidar su independencia.

Arribó al Callao el 28 de julio siendo recibido por las autoridades limeñas presididas por el marqués de Torre Tagle, amigo de la infancia y condiscípulo. Se instaló con su familia en Lima en la misma residencia en que había vivido el general San Martín cuando estuvo en esa, en la calle Jesús María. Durante el gobierno de San Martín, Perú, en reconocimiento de sus esfuerzos por la organización y realización de la Expedición Libertadora, le había concedido la propiedad de dos haciendas, estas eran Moltalván y Cuiba, ubicadas en el valle de Cañete, unos 150 kilómetros al sur de Lima, territorio que en esos momentos estaba ocupado por las fuerzas realistas.
La situación política de Perú era caótica. O'Higgins percibió que todo el esfuerzo que significó la Expedición Libertadora estaba a punto de perderse por las rencillas entre las distintas facciones patriotas que se peleaban el poder, además de que casi todo el país estaba bajo control realista. Ante esto decidió ponerse al servicio del Perú. Se encontraba en Lima cuando supo que Simón Bolívar había desembarcado en El Callao dispuesto a tomar la dirección de la guerra ante una solicitud del Congreso peruano. A fines de 1823, debido a la pésima situación política que se vivía en Lima, se trasladó junto con toda su familia a Huanchaco, el puerto de Trujillo donde se encontraba Bolívar con su ejército.
O'Higgins solo deseaba poder formar parte del ejército de Bolívar para cooperar en la lucha que daban contra las tropas realistas. Bolívar trasladó su ejército hacia la sierra y O'Higgins no pudo partir con él pues estuvo dos meses en cama con fiebre. Convaleciente, partió el 9 de julio de 1824 hacia la sierra dejando a su familia en Trujillo. Viajó inicialmente por la costa y el 19 de julio llegó al pueblo de Yungay, el 14 de agosto arribó a la llanura de Junín donde días antes Simón Bolívar había derrotado a la caballería del general realista José de Canterac y finalmente el 18 de agosto alcanzó al Libertador en Huancayo. Bolívar le presentó la oficialidad del ejército, pero no le dio ningún puesto de responsabilidad como le había ofrecido, O'Higgins sufrió una gran desilusión.
En octubre, Bolívar llegó con su ejército a la orilla del río Apurímac, a las puertas del Cuzco, donde le entregó el mando al general Sucre y él se retiró a Lima para recibir a las tropas de refuerzo que venían desde Colombia. O'Higgins también se dirigió a Lima pues nadie creía que se produciría un nuevo enfrentamiento hasta que pasara la estación de las lluvias. Allí le llegó la información que Sucre, el 9 de diciembre en Ayacucho, había derrotado completamente al ejército del virrey La Serna y del general de Canterac. Al banquete que Bolívar ofreció en celebración del triunfo, O'Higgins concurrió de civil y ante las consultas él contestaba: “Desde hoy el general O'Higgins ya no existe, soy sólo el ciudadano particular Bernardo O'Higgins. Después de Ayacucho mi misión americana está concluida.”
En 1825, O'Higgins y su familia se instalaron en la hacienda de Montalván. Para ello envió previamente a su amigo John Thomas a que preparara la propiedad para el traslado. Este contrató un administrador para Montalván y Cuiba, Juan de Guevara, quien anteriormente había administrado ambas haciendas. Allí le comenzaron a llegar informaciones de la situación de anarquía que se vivía en Chile; sus amigos le pedían que preparara su regreso para asumir el mando, pero O'Higgins se resistía. Un informante permanente era San Martín quien desde La Plata lo mantenía al tanto de la situación que se vivía en Chile.
En diciembre, sus amigos Zenteno, Zañartu, Rodríguez Aldea y Fontecilla fueron desterrados por Freire a Lima y tomaron contacto con O'Higgins. En marzo de 1826, se trasladó a la capital ante la insistencia de los desterrados chilenos y con el consentimiento del gobierno del Perú ultimaron los detalles de un plan destinado a conquistar Chiloé, desde donde promoverían el levantamiento de Valdivia y de todo el sur en favor de O'Higgins. Inicialmente este plan dio resultados, pues Chiloé se sublevó en su favor, pero el resto del sur no lo siguió y pronto el general Freire recuperó el control de Chiloé, O'Higgins regresó a su hacienda de Montalván decidido a no volver a participar en este tipo de aventura.
Durante el año 1827, la anarquía hacía presa del gobierno chileno. Los gobiernos se sucedían unos a otros: A Blanco Encalada le siguió Eyzaguirre al que un motín lo derrocó a los cinco meses de haber asumido el mando. Luego volvió a gobernar el general Freire quien posteriormente le entregó la presidencia a Francisco Antonio Pinto. Se hizo un ensayo de gobierno federal que fue desastroso. Los bandidos, como los hermanos Pincheira, asolaban las provincias. Muchos culpaban a O'Higgins de querer volver al poder mediante un golpe de fuerza. Para detener estas habladurías envió en septiembre de 1827 una declaración a los editores de El Mercurio Peruano en que expresaba su decisión de no mezclarse en la política contingente de su patria.

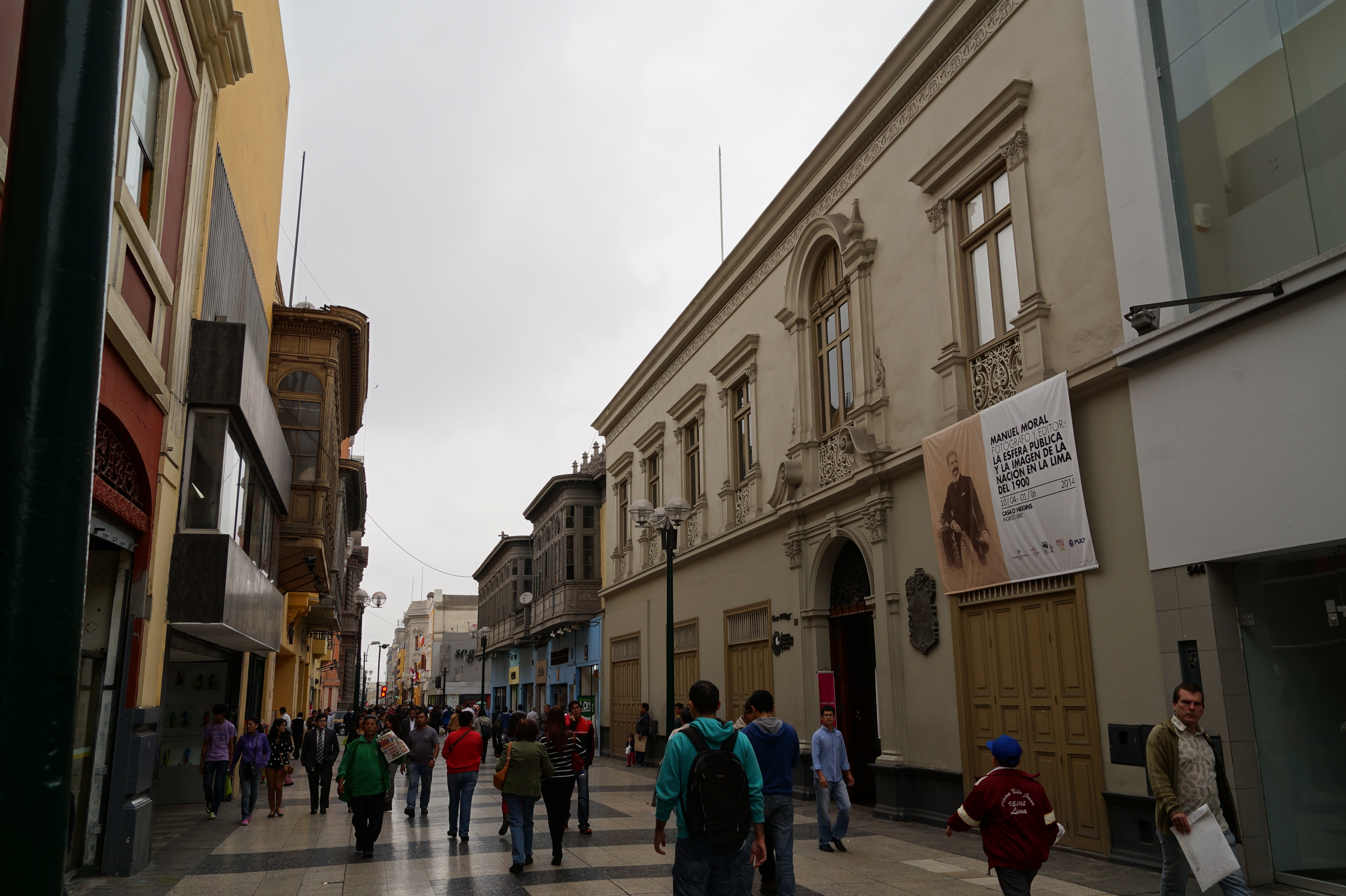
Casa en Lima donde O'Higgins vivió su exilio y murió (actualmente conservada por la Pontificia Universidad Católica del Perú.

En Lima arrendó una buena casa donde pasaban largas temporadas su madre y hermana, pero él se mantenía en su hacienda en los trabajos propios del campo y donde recibía a sus amigos. John Thomas trabajaba sin descanso en escribir un libro sobre el período de la independencia de Chile. A comienzos de 1828, estuvo concluida la obra la que fue enviada a Inglaterra para su edición con gran satisfacción de O'Higgins.
A consecuencia de la abdicación de O'Higgins, en Chile se habían formado varios grupos políticos que hacia el año 1828 eran:
- Los “pelucones” formado por los miembros más conservadores de la aristocracia castellano-vasca, terratenientes de gran influencia social y fervientes católicos lo que les atraía el apoyo de la mayoría del clero.
- Los “liberales”, reducido grupo de aristócratas cultos y viajados.
- Los “pipiolos” formado por individuos inquietos, de poca figuración social, aventureros internacionales o criollos exaltados, deseaban romper de inmediato con el pasado e imponer la democracia.
- Los “estanqueros” que propiciaban un gobierno fuerte, honrado y eficiente, y
- Los “o'higginistas” que eran los que aspiraban al regreso de O'Higgins para que tomara el mando de la nación.

En 1828, el gobierno pipiolo de Francisco Antonio Pinto obtuvo el triunfo en las elecciones que dieron como resultado la redacción y aprobación de la Constitución liberal de 1828. Entretanto, la anarquía continuaba: sucesivos gobiernos, congresos y constituciones a los que había que agregar conspiraciones y alzamientos hasta que en 1829 comenzó una guerra civil que concluyó el 17 de abril de 1830 con la batalla de Lircay, batalla que pondría fin a la anarquía en Chile con el advenimiento al poder del grupo de los pelucones y de los estanqueros, tomando el mando de la nación el general Joaquín Prieto Vial y como vicepresidente Diego Portales Palazuelos.
O'Higgins siguió con vivo interés los sucesos de Chile y cuando supo el triunfo del general Prieto, su amigo, en Lircay y su posterior asunción del mando de la República le llenó de confianza el porvenir de Chile. Empezó a soñar con su regreso a la patria, además que su situación económica en Perú era bastante difícil pues debía pedir frecuentes créditos cuyos intereses hacían que los ingresos de Montalván le alcanzaran apenas para subsistir; estaba seguro de que su hacienda de Las Canteras le produciría mayor beneficio, pero no deseaba regresar de cualquier manera, sino que en forma decorosa.
En las largas horas que pasaba en Montalván, soñaba con las reformas y adelantos que deberían producirse en su lejana patria. Estas ideas se las transmitía por carta al presidente Prieto. La incorporación a la nacionalidad chilena de los pueblos indígenas: mapuches, pehuenches, puelches y patagones. Otra de sus ideas era la de mejorar la calidad de los vinos de manera de poder exportarlos a Inglaterra y mejorar el cultivo de la avena en Chiloé. En lo internacional estaba preocupado porque Chile se aliara con Gran Bretaña para prevenir acciones reivindicatorias por parte de España y contener el expansionismo en América manifestado por los Estados Unidos.
Pero O'Higgins y sus partidarios no habían contado con la personalidad de Diego Portales. Este era contrario a las dictaduras y a los gobiernos personales. Quería hacer olvidar los regímenes pasados y guiar a Chile hacia la observancia y cumplimiento de la Ley y precisamente O'Higgins, según él, causaría el recrudecimiento del caudillismo, por lo que aconsejó a Prieto no acceder o demorar al máximo su pretendido regreso.
A mediados de 1832, sus amigos iniciaron conversaciones con el presidente Prieto para presentar en el Congreso un proyecto de ley destinado a restituirle su empleo como capitán general del ejército. Prieto inicialmente apoyó la iniciativa, pero en cuanto lo supo Portales hizo cambiar la posición del Presidente quien por carta fechada el 17 de julio le decía que patrocinaba su regreso a Chile pero que no estaba en condiciones de proponer ante el Congreso una ley de rehabilitación de su grado y que, según él, era preferible que fuera el propio O'Higgins quien solicitara esta restitución una vez estuviera en el país. En esa misma época tuvo que afrontar una acción reivindicatoria sobre la hacienda Montalván presentada ante el Congreso peruano por la esposa del antiguo propietario realista de la hacienda, el Congreso confirmó la posesión de esta por parte de O'Higgins.
Hacía un tiempo que se habían intensificado las diferencias diplomáticas entre los gobiernos de Chile y Perú por motivos comerciales y también se vislumbraba una próxima ruptura de relaciones entre este último país y Bolivia. En abril de 1833 se supo en Lima que había sido descubierta y abortada una conspiración contra el gobierno chileno, fraguada en Santiago por fervientes o'higginistas. A raíz de esto, Carlos Rodríguez, hermano de Manuel Rodríguez, exiliado en ese momento en Lima y acérrimo opositor de O'Higgins publicó un «Alcance a El Mercurio Peruano» en el que denostaba a O'Higgins. En agosto este se querelló por injurias y el jurado condenó a Rodríguez a dos meses de cárcel y una multa de 150 pesos. La sentencia no pudo ser ejecutada porque Rodríguez se fugó de la ciudad.

### Entre los años 1834 y 1842
Durante el año 1834 estuvo postrado en cama varios meses, primero con un ataque de terciana y luego una erisipela. O'Higgins había permanecido ajeno a los vaivenes políticos del Perú y era amigo tanto de los generales peruanos Agustín Gamarra y Felipe Santiago Salaverry como del general boliviano Andrés de Santa Cruz.
Santa Cruz derrotó a Gamarra y a Salaverry. En 1836 creó la Confederación Perú-Boliviana y apoyó a Ramón Freire en la organización de una expedición armada contra el gobierno de Prieto. O'Higgins le informó por carta a Prieto del zarpe de Freire y sus probables intenciones, pero le aseguró que el general Santa Cruz estaba ajeno a ella, lo que él creía firmemente. La fuerza zarpó de El Callao el 7 de julio de 1836 en dos naves y terminó en un fracaso, con Freire hecho prisionero, juzgado y desterrado a Australia. A consecuencia de esta acción y de otros problemas entre estas naciones, en noviembre, Chile le declaró la guerra a la Confederación. En 1837 fue asesinado Diego Portales. El gobierno chileno decidió enviar una fuerza expedicionaria al Perú bajo el mando del almirante Manuel Blanco Encalada la que desembarcó en las cercanías de Arequipa, firmó el tratado de Paucarpata y regresó a Chile. El gobierno chileno rechazó el tratado y envió un nuevo ejército esta vez bajo el mando del general Manuel Bulnes al cual también se incorporaron el general Gamarra y otros exiliados peruanos que se encontraban en Chile. El ejército desembarcó en Ancón el 7 de agosto de 1838 y quince días después entraba en Lima. Una asamblea designó al general Gamarra presidente provisional del Perú.
O'Higgins obtenía sus ingresos de la plantación de caña de azúcar de Montalván y la venta en el mercado de Lima de los productos de la hacienda. Para ello tenía junto a la casa que arrendaba en Lima un almacén que regentaba su media hermana Rosita y en el que también trabajaba su hijo Demetrio y el marido de una de las indígenas adoptadas, la otra había formado familia casándose y atendía un negocio de confites en un local cercano. En mayo de 1838 logró mecanizar el trabajo de la caña instalando una maquinaria que causó expectación entre los agricultores de los alrededores. Pero lo que más le preocupó en este período fue la guerra a la que se precipitaron Chile y Perú y que ni siquiera la muerte de Diego Portales pudo detener.
Cuando la expedición del general Bulnes llegó a Lima, este fue a visitarlo en varias oportunidades. El clima afectó a la salud de las tropas expedicionarias, entre ellos al jefe de Estado Mayor, general José María de la Cruz, a quien acogió en su casa y le proporcionó todo tipo de cuidados. En todo ese tiempo nunca, que se sepa, presentó su hijo a los oficiales chilenos que lo visitaban. En esos días accedió vender su hacienda de Las Canteras al general Bulnes y manifestó su deseo de efectuar un corto viaje a Chile para visitar a los amigos y principalmente para gestionar la recuperación de la posesión de sus grados militares, cuestión que sin duda era la que más le preocupaba.
El 8 de noviembre de 1838, el ejército chileno abandonó Lima y se dirigió al norte para mejorar la salud y disciplina de sus soldados. El 10 del mismo mes, el general Santa Cruz ocupó la ciudad. O'Higgins se ofreció para mediar entre ambos ejércitos, para evitar el derramamiento de sangre entre hermanos. Tanto Bulnes como Santa Cruz aceptaron el ofrecimiento, pero este finalmente no prosperó pues las peticiones de ambos eran totalmente inaceptables para el contrario. Santa Cruz avanzó con su ejército hacia el norte en busca del ejército chileno al que sorprendió en las orillas del río Buin, pero el 20 de enero de 1839, en las inmediaciones de la aldea de Yungay, junto al río Ancach, las tropas chilenas derrotaron totalmente a los soldados de la Confederación.
En febrero, una grave enfermedad postró a Isabel Riquelme, lo que inquietó a O'Higgins y a toda la familia quienes no escatimaron esfuerzos en su cuidado, pero esta falleció el 21 de abril. Las tropas chilenas escoltaron sus restos hasta el cementerio. En mayo, O'Higgins cayó a su vez enfermo en cama debido a altas fiebres. El 18 de septiembre, ya repuesto de la enfermedad y feliz por haber recibido recientemente la noticia que el gobierno chileno le había restituido su título de capitán general del Ejército de Chile, participó como invitado de honor a la fiesta con que el ejército de ocupación celebró el aniversario de la Primera Junta de Gobierno.
El año 1840 lo pasó en su hacienda de Montalván preocupado durante el día del trabajo de los esclavos y campesinos y en la noche en el estudio y despacho de la correspondencia a sus amigos. Le preocupó especialmente la situación de las tribus indígenas, las que debían ser integradas a la civilización y a la fe católica. También le preocupó la integración y colonización de las tierras magallánicas. Supo de las últimas exploraciones del comandante Robert Fitzroy en los canales patagónicos por lo que consideraba que el gobierno urgentemente debería ejercer su soberanía en la región y facilitar la navegación del estrecho de Magallanes mediante el empleo de remolcadores a vapor.
En enero de 1841, se trasladó a su casa en Lima porque al montar a caballo o agitarse sentía una angustia en el pecho. El diagnóstico médico fue que sufría una hipertrofia al corazón. La gravedad de la dolencia no lo amargó y buscó la tranquilidad de su alma en Dios. Concurría a diario al templo de la Merced, leía el Evangelio y no faltaba a la novena de la Virgen de Dolores. A fines de junio, pese a los cuidados y remedios, el mal no cedía por lo que su media hermana, Rosita, que estaba a cargo de la hacienda, regresó a su lado para atenderlo. En agosto tuvo una mejoría que lo llevó a planificar el tan anhelado viaje a su Chile. Los médicos le recomendaron viajar durante el verano y que aprovechara de ir a los baños termales. Pensó realizar el viaje en el vapor Chile que zarpaba del Callao el 27 de diciembre, pero el día del embarque sufrió un fuerte ataque al corazón que le impidió embarcarse. Postergó el viaje para el mes de febrero, esta vez en el vapor Perú, pero nuevamente poco antes del embarque se le repitieron las angustias de pecho. Ahora los médicos le informaron que no podría efectuar el viaje pues su corazón estaba muy débil. En septiembre y octubre tuvo nuevos ataques por lo que regresó definitivamente a su casa en Lima.
El 8 de octubre de 1842, mandó llamar al notario Jerónimo Villafuerte y ante él redactó su testamento en que designó a su media hermana Rosita como heredera del remanente de los bienes que quedaren luego de cumplir ciertos encargos secretos. El más importante de estos encargos era el de entregar buena parte del remanente a Pedro Demetrio. Días después redactó un pliego para el presidente Bulnes en que le solicitó que el Estado le compensara los desembolsos que había efectuado en las fechas y circunstancias que indicaba, entregándoles la suma equivalente a la Sociedad de Agricultura de Santiago para que esta destinare la mitad en la construcción de un colegio agrícola en Concepción donde debía construirse una iglesia en la que deberían reposar sus restos para siempre. Con la otra mitad debían construirse un observatorio astronómico en el cerro Santa Lucía de Santiago y un faro en la punta del puerto de Valparaíso.

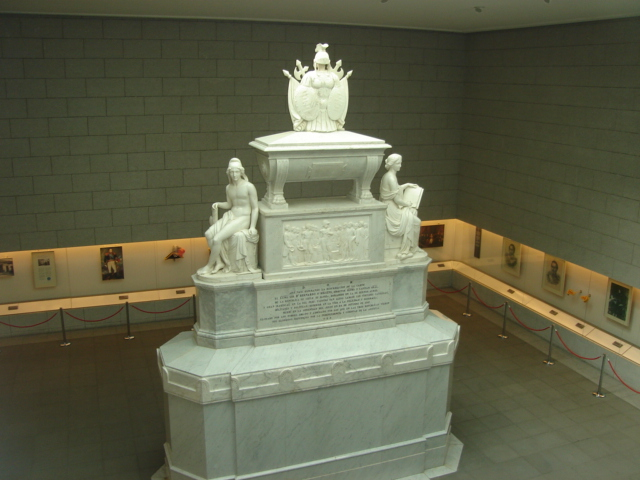
La cripta de Bernardo O'Higgins ubicada en la Plaza de la Ciudadanía.

En su dormitorio hizo construir un altar donde todas las mañanas se oficiaba la santa misa. El resto del día escuchaba el oficio de los moribundos. En la mañana del 24 de octubre se sintió con energía por lo que se hizo vestir, quiso que lo sentaran en un sillón, pero no pudo soportarlo, por lo que lo tendieron nuevamente en su cama. De repente, entre su respiración entrecortaba, exclamó: «¡Magallanes!» y expiró.[cita requerida]
Sus restos fueron sepultados en suelo peruano gracias a la caridad de su vecindad, reposando cerca de su madre en el Cementerio Presbítero Matías Maestro, donde permaneció hasta que fueron repatriados por el Estado chileno el 11 de enero de 1869, cuando las corbetas de guerra O'Higgins, Esmeralda y Chacabuco recalaron a Valparaíso, al mando del vicealmirante Manuel Blanco Encalada, trayendo sus restos desde el puerto del Callao, para ser sepultados en el Cementerio General de Santiago., contraviniendo sus expresos deseos de ser sepultado en la ciudad de Concepción. Por largo tiempo permanecieron en un sarcófago de mármol de Carrara en el Cementerio General, hasta que el 20 de agosto de 1979 la urna fue trasladada por orden de Augusto Pinochet al Altar de la Patria, a la entrada de la avenida Bulnes, frente al Palacio de La Moneda, permaneciendo cubierta por la bandera nacional y alumbrado por la Llama de la Libertad.
El 18 de octubre de 2004 los restos de O'Higgins fueron llevados temporalmente hasta la Escuela Militar, debido a la construcción de la nueva Plaza de la Ciudadanía. Permanecieron allí hasta el 8 de marzo de 2006 cuando su cuerpo fue trasladado, ahora en forma definitiva, a la nueva cripta subterránea del libertador, en el mismo espacio que ocupaba el Altar de la Patria.
El 15 de agosto de 2007, la casa donde residió sus últimos años en San Vicente de Cañete fue seriamente afectada por un terremoto. Actualmente residen en Lima, Cañete y otras ciudades del Perú la mayoría de los descendientes de Demetrio O'Higgins, hijo único del prócer chileno, fallecido en 1868.
A principios de 2009, fue entregada las obras de restauración de la casa donde vivió en Lima, siendo administrada ahora por la Pontificia Universidad Católica del Perú.

## Legado
- Considerado como uno de los Padres de la Patria y uno de los Libertadores de América del Sur su legado dura hasta ahora, comienzos del siglo XXI.
- El 12 de febrero de 1818 proclamó la Independencia de Chile, ideal que había llevado al país en 1802. Estableció también la ciudadanía chilena.
- Organizó el Ejército de Chile y creó la Academia Militar la que posteriormente se transformó en la Escuela Militar Bernardo O'Higgins. Creó la bandera nacional, bandera tricolor de la estrella solitaria.
- Fundó y formó la Armada de Chile y creó en Valparaíso una Academia de jóvenes guardiamarinas, actual Escuela Naval Arturo Prat.
- Organizó y puso en marcha la Expedición Libertadora del Perú con el general José de San Martín al mando del Ejército y el almirante Lord Thomas Cochrane al mando de la Armada.
- Proclamó las cartas constitucionales de 1818 y de 1822 que modelaron la organización jurídica de la naciente República Chilena.
- Terminó las obras del Canal del Maipo que posibilitaron el regadío de áridas zonas agrícolas capitalinas transformándolas en fértiles.
- Dispuso la creación de cementerios públicos, estableció la gratuidad de la educación primaria. Puso en funcionamiento la Escuela Normal para la formación de profesores.
- Ordenó la reapertura de la Biblioteca Nacional y del Instituto Nacional. Encargó la composición del Himno Nacional que el país aún no tenía. Dispuso la construcción del Templo Votivo de Maipú. Abolió los títulos nobiliarios y mayorazgos. Diseñó y dirigió personalmente en Santiago una alameda, actual avenida Libertador General Bernardo O'Higgins.
- La Orden de Bernardo O'Higgins, es creada en 1956 al ampliarse los grados de la Orden al Mérito después del grado de Caballero y como continuación de estos los grados de Medalla Bernardo O'Higgins de Primera Clase y Medalla Bernardo O'Higgins de Segunda Clase.

## Reconocimientos
- En Argentina, se erige el Monumento a Bernardo O'Higgins y a las batallas de Chacabuco y Maipú, obra del escultor chileno Guillermo Córdova. En la Plaza República de Chile, Parque Tres de Febrero, Buenos Aires.[49]
- En Canadá, ciudad de Quebec al interior del Parque de América Latina, se ubica una escultura ecuestre.[50]
- En Chile una región administrativa lleva su nombre: Región del Libertador General Bernardo O'Higgins.
- Un club de fútbol profesional lleva su apellido, Club Deportivo O'Higgins, fundado en el año 1955 en la ciudad de Rancagua, Chile.
- En Angol en la Plaza de Armas de la ciudad, se erige un monumento de tipo busto realizado en bronce, sobre pedestal de hormigón cubierto en granito. Fue donado por el Rotary International.[51]
- En la Plaza de Armas de Buin, se erige un busto con la inscripción O'Higgins, se localiza en la esquina de la intersección de las calles Carlos Condell con José Joaquín Pérez.[52]
- En la ciudad Canteras, comuna de Quilleco (Chile) donde se encontraba la hacienda San José de Las Canteras y su casa señorial se localiza un busto con la inscripción con una de sus frases: "Vivir con Honor o Morir con Gloria", y el árbol singular con más de 221 años que la tradición señala que lo plantó el mismo O'Higgins.[53] Se conoce este individuo como "El Castaño de Bernardo O'Higgins Riquelme".[54]
- En la Plaza de Armas de Quillota, en el sector sur hacia las intersección de las calles La Concepción y Bernardo O'Higgins se ubica un busto,[55] inaugurado el 25 de octubre de 1949. Su base era en forma de estrella, único en Chile, pero ha sido modificada.  O'Higgins fue crucial para que Quillota fuera elevada a la categoría de ciudad en 1822.
- En la Plaza de Armas de la ciudad de San Fabián de Alico (Región del Ñuble, Chile), se ubica un busto de B. O’Higgins, de aproximadamente 2.5 m de altura.[56]
- En la Plaza Brasil, de la ciudad San Francisco de Limache, se erige un monumento a B. O´Higgins, custodiado por dos cañones.[57]
- En la ciudad de Los Andes, se ubica un Busto de B. O´Higgins con la inscripción:
- En la Plaza de Armas de Los Ángeles, se ubica la estatua ecuestre del "Libertador Bernardo O'Higgins Riquelme", considerado como el primer alcalde de la ciudad. Esta obra es del escultor Claudio Calderón, e inaugurada en el 2001. La estatua mide 3,4 metros de altura y se erige sobre una base de hormigón de 1,7 metro.[58] Actualmente, la plaza tiene por nombre Plaza "Libertador Bernardo O´Higgins Riquelme".
- En la ciudad de Valdivia - Chile, se inauguro un busto de Bernardo O´Higgins  al interior del Campo Militar de la ciudad (2024).[59]
- En la ciudad de Puerto Williams - Chile existe la Plaza Bernardo O´Higgins y en su interior se erige un busto.[60]
- En la ciudad de Bogotá (Colombia), se encuentran tres bustos de B. O'Higgins. Uno de ellos se ubica en la intersección de las calles Avenida Chile (Avenida Calle 72) y Carrera 9, inaugurado el año 1989 y de aproximadamente 2.5 m de altura. Con la inscripción "Al Libertador de Chile y General del Ejercito de la Gran Colombia, Capitán General Bernardo O'Higgins 1778-1842 El Gobierno de Chile a Santa Fe de Bogotá."[61] Otro monumento, está al interior del Parque Los Rosales, en la Calle 77 y Carrera 6. El busto mide unos 4 m de altura, y se lee la inscripción: "General Bernardo O´Higgins Libertador de Chile y General en el Ejercito de la Gran Colombia. 1778-1842".[62][63] El tercero se localiza al interior de la Escuela Militar de Cadetes General José Maria Cordova.[64]
- En Santiago de Cali (Colombia) en la Plaza Versalles, se ubica un busto con parte de los brazos, vaciado en concreto y muy bien logrado, representa al prócer con unos 40 años de edad, con su casaca de guerrero, charreteras, cuello alto, medallas y banda que le cruza el pecho, con peinado alto, largas patillas, ceño fruncido y mirada como atisbando el horizonte.[65][66]
- En Cuba, en la ciudad de Holguín en una plazuela de la Ave. de Los Libertadores, se ubica un busto de B. O’Higgins sobre pedestal de mármol.[67]
- Escultura Ecuestre en la ciudad de Madrid, España.
- En la Ciudad de Guatemala (Guatemala) se ubica una escultura a escala humana con la inscripción "O'Higgins", este monumento está ubicado en la Avenida de las Américas, en la plaza de Chile.[68][69]

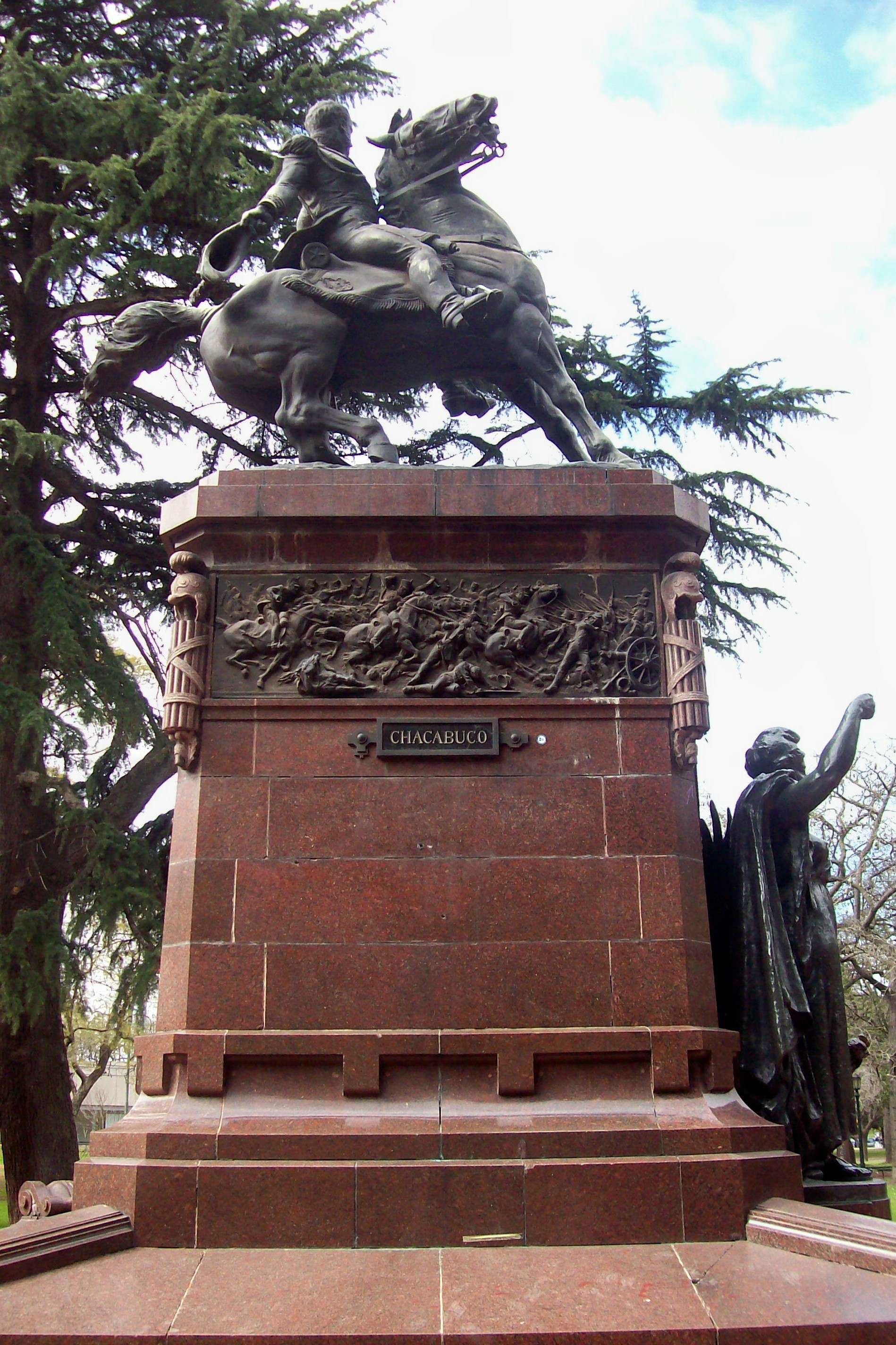
Escultura ecuestre en B. Aires, Argentina.
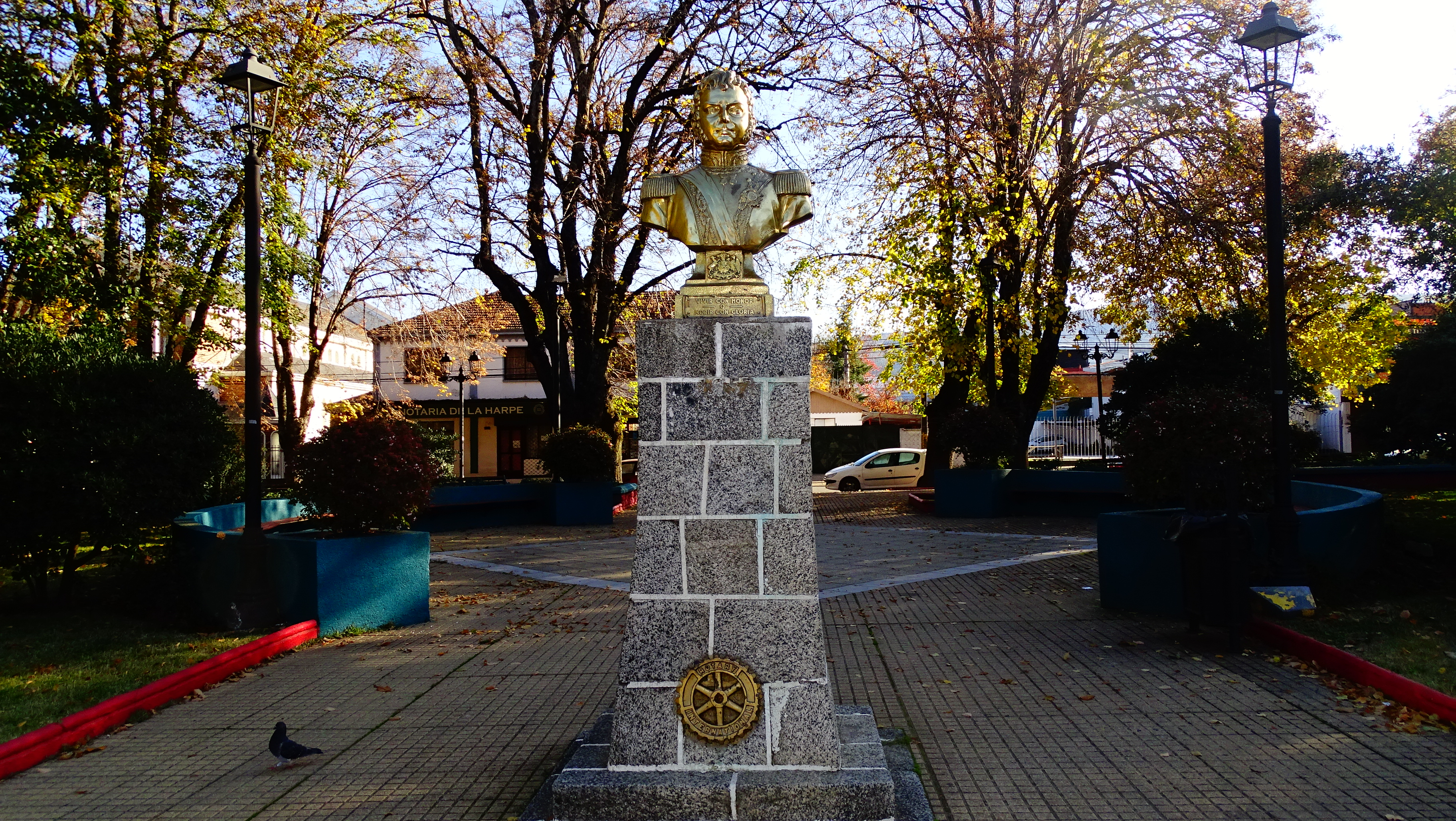
Busto en Plaza de Armas, Angol - Chile.
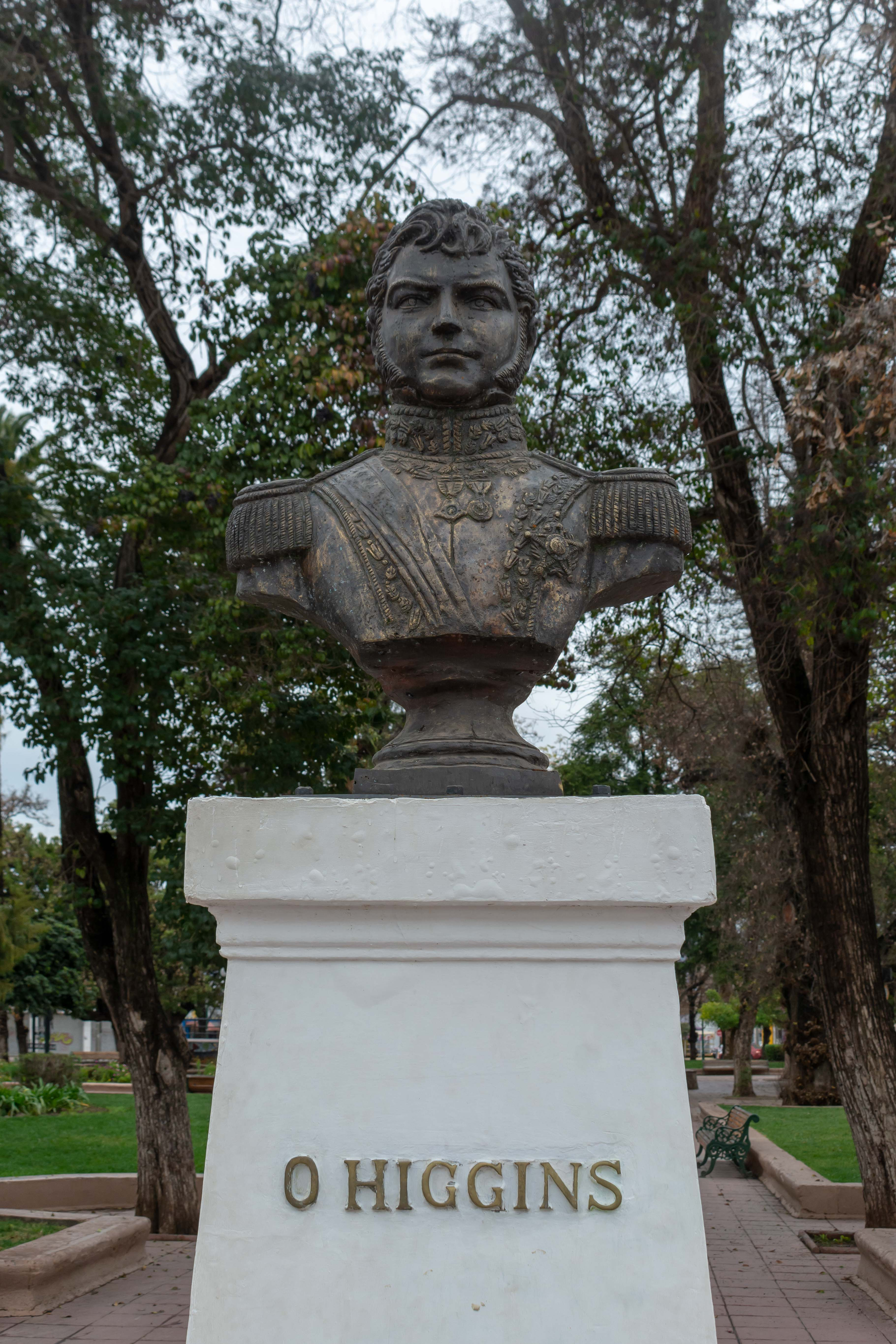
Busto en Plaza de Armas, Buin - Chile.
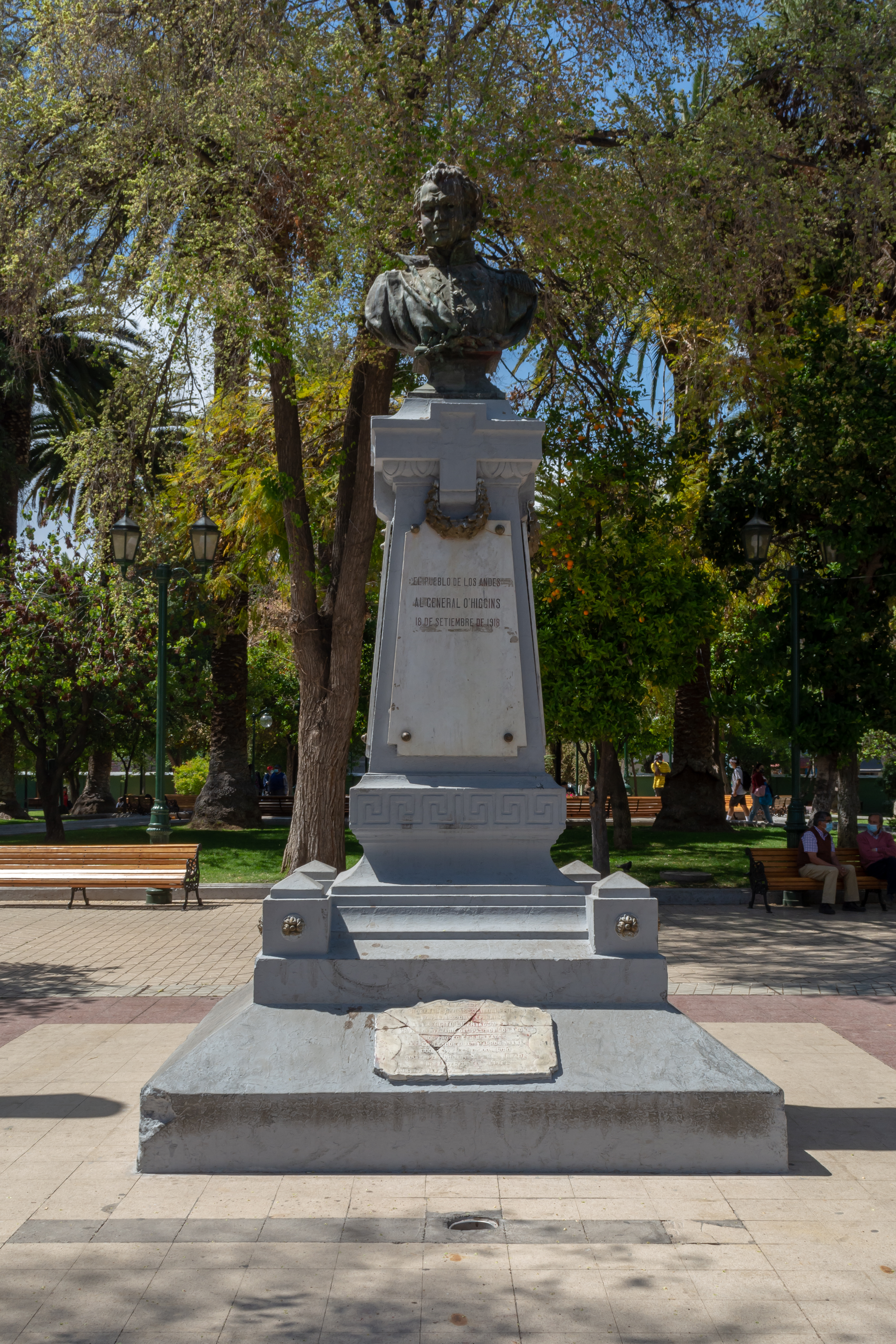
Busto en la Plaza de Armas, Los Andes.
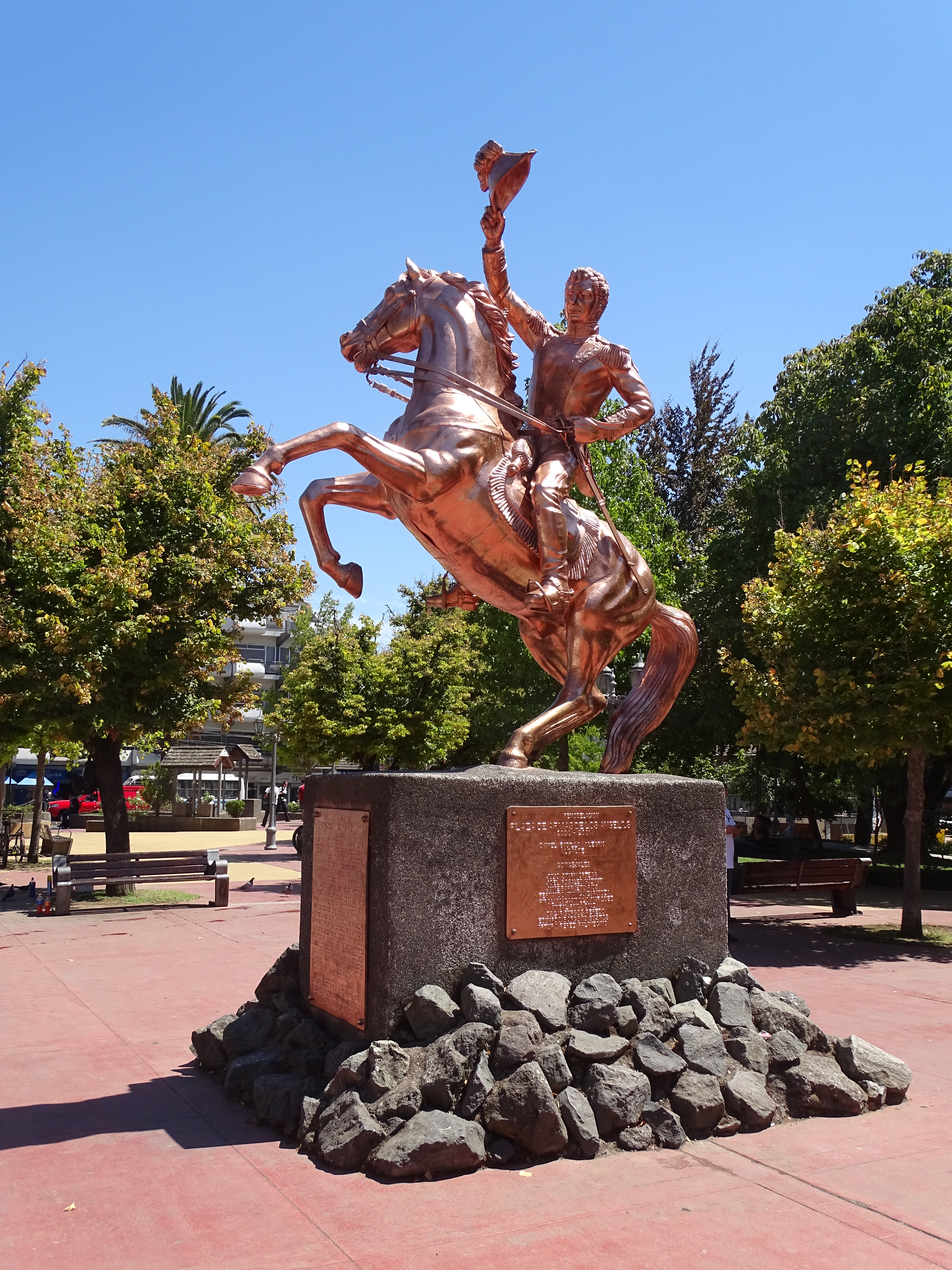
Estatua ecuestre de B. O'Higgins. Los Ángeles, Chile.
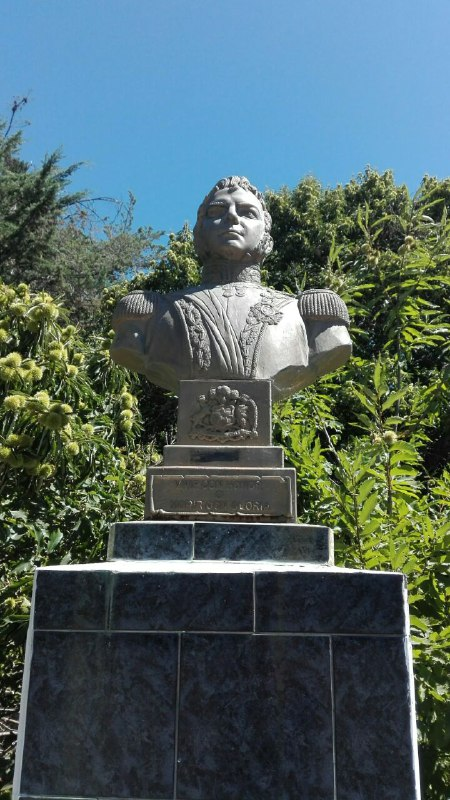
Busto de Bernardo O’Higgins en Canteras, Chile.
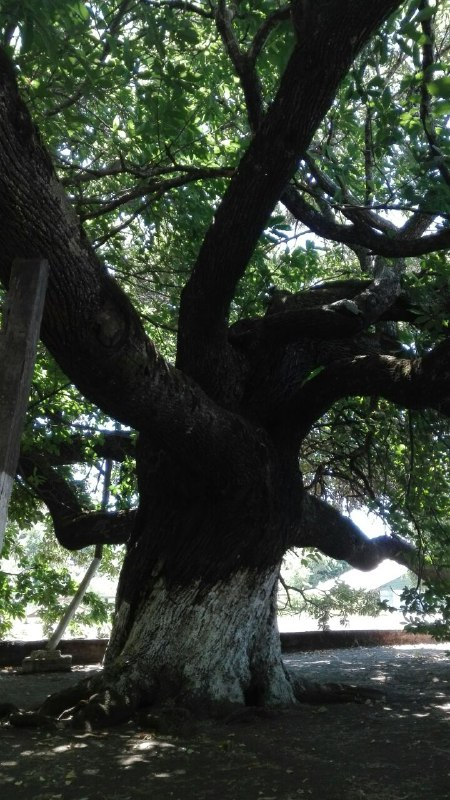
Árbol Singular "El Castaño de Bernardo O’Higgins Riquelme". Canteras, Chile.
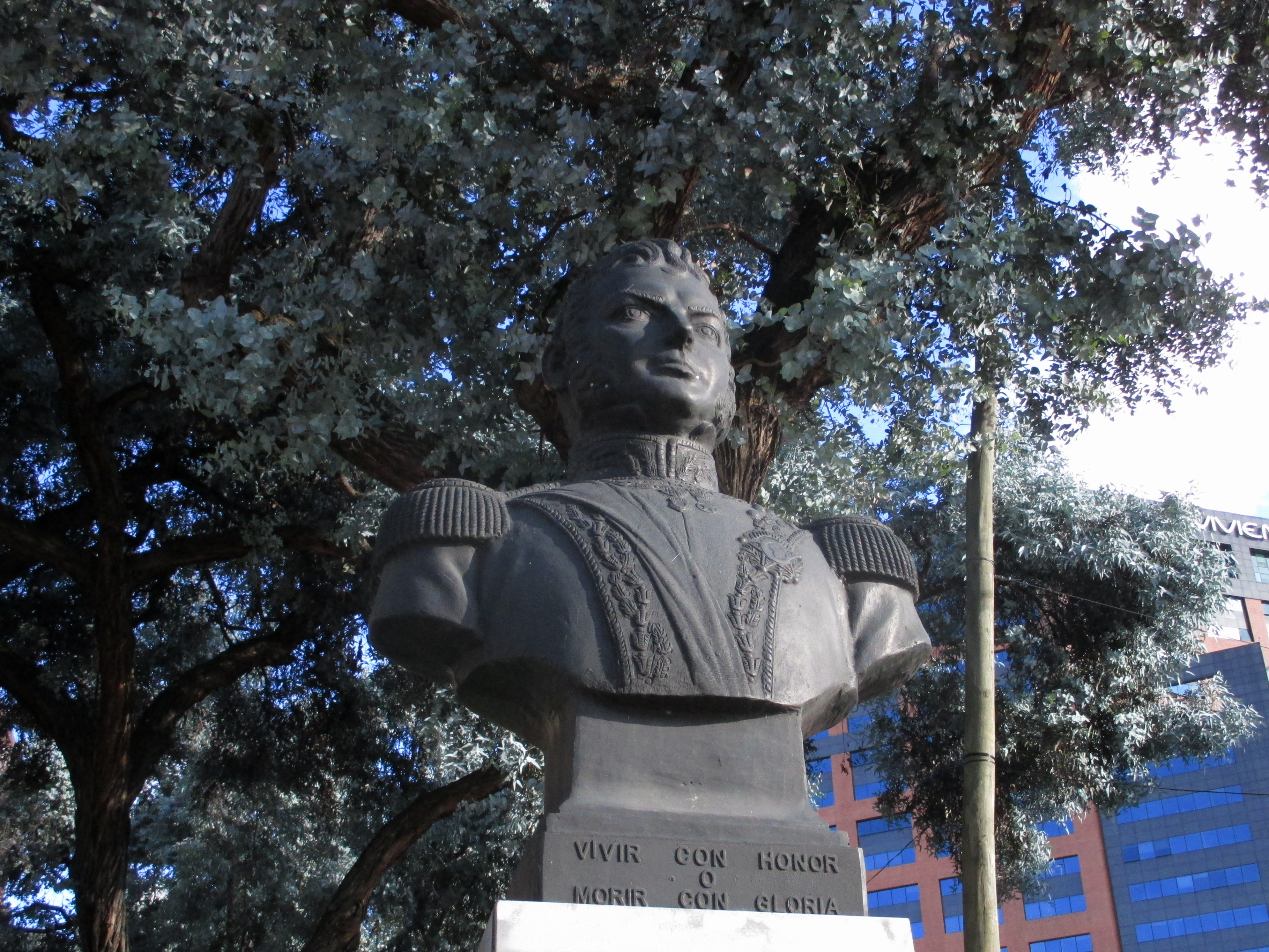
Busto de O'Higgins en la avenida Chile, en la ciudad de Bogotá, Colombia.
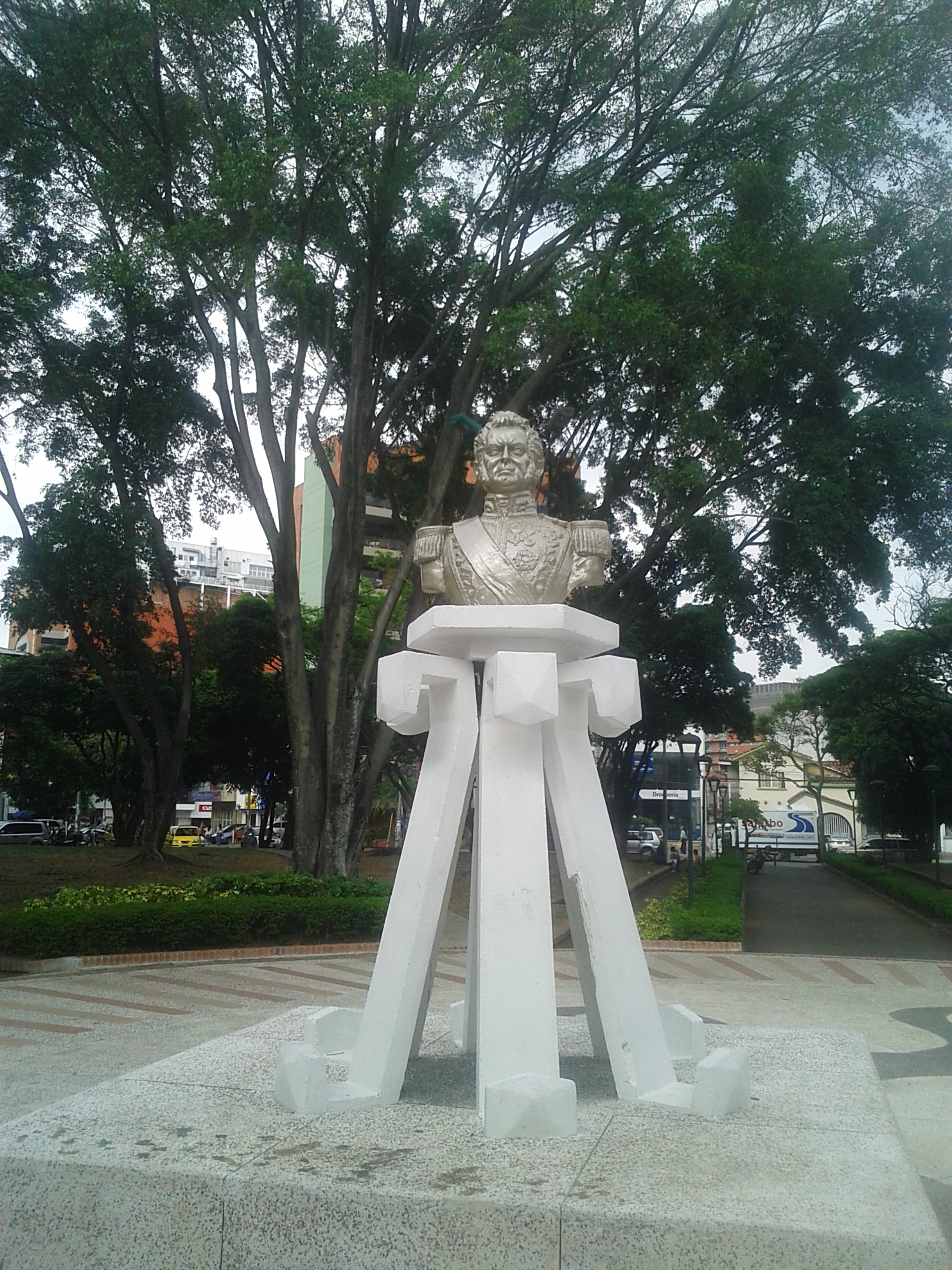
Busto en Plaza Versalles. Santiago de Cali, Colombia.
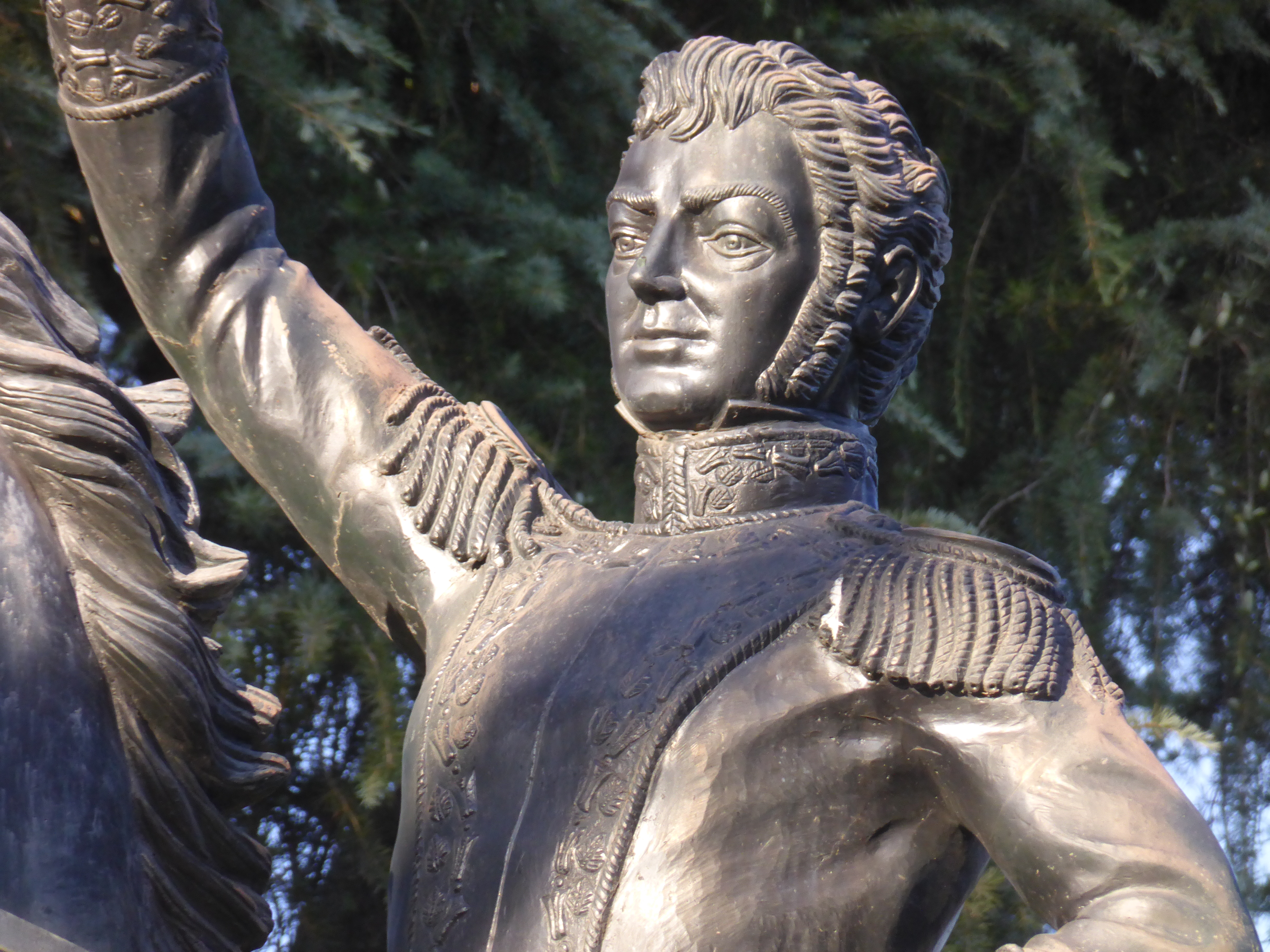
Detalle de la escultura ecuestre de Bernardo O'Higgins. Madrid, España.
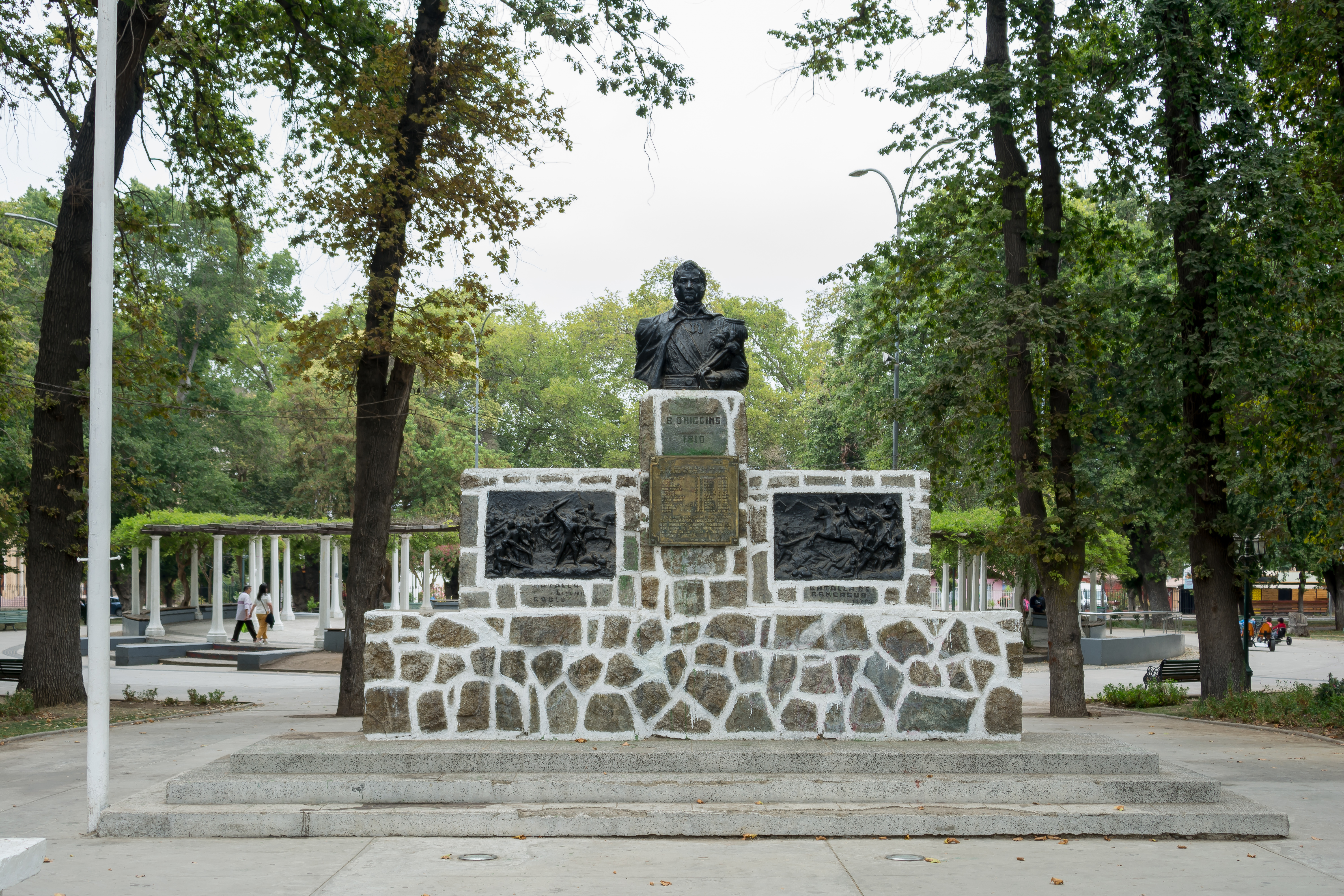
Monumento en San Francisco de Limache - Chile
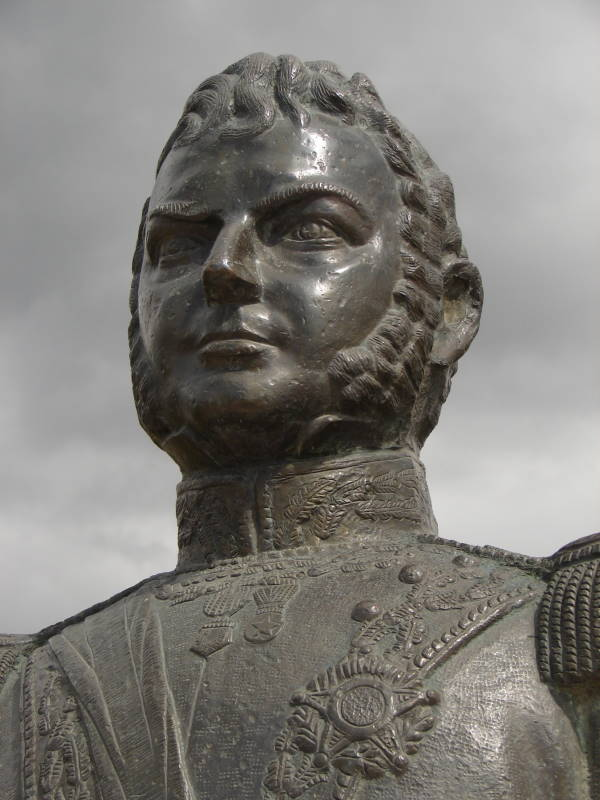
Busto en Plaza O´Higgins de Puerto Williams.